# Kreuzbandriss

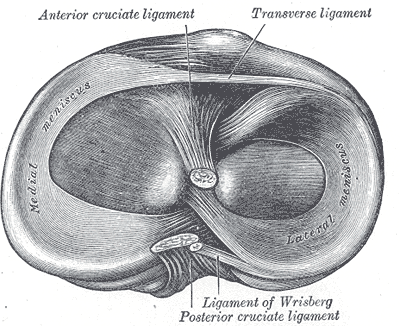
Insertionen der Kreuzbänder und des Wrisberg-Bandes sowie die Menisken am rechten Schienbein

Von einem Kreuzbandriss oder einer Kreuzbandruptur spricht man bei einem unvollständigen (partiellen) oder vollständigen (kompletten) Riss (Ruptur) eines oder beider Kreuzbänder. In den meisten Fällen ist das vordere Kreuzband (Ligamentum cruciatum anterius) betroffen. Durch Überschreiten seiner Reißfestigkeit kommt es zu Einriss oder Abriss des Bandes, eventuell mit Ausriss des knöchernen Ansatzes (Insertion).
Kreuzbandrisse entstehen meist ohne Fremdeinwirkung durch plötzliche Richtungswechsel beim Laufen oder Springen. Sie sind die häufigsten klinisch relevanten Verletzungen im Bereich des Kniegelenks. Kreuzbandrisse können anhand ihrer Symptome, der Beschreibung des Verletzungsvorgangs und mit Hilfe einfacher tastender (palpatorischer) und funktioneller Untersuchungen relativ sicher diagnostiziert werden. Magnetresonanztomographie und Arthroskopie können die Diagnosestellung weiter absichern. Unbehandelte Kreuzbandrupturen können zu schweren degenerativen Schäden im Knie führen. Die Therapie kann sowohl konservativ als auch chirurgisch (minimalinvasiv mittels Arthroskopie) erfolgen. Welche Therapie wann und in welcher Variante ausgeführt wird, ist Gegenstand kontroverser Diskussionen. Unbestritten ist dagegen, dass derzeit keine Therapieform qualitativ den ursprünglichen Zustand eines unverletzten Kreuzbandes wiederherstellen kann. Eine Langzeitfolge eines Kreuzbandrisses ist die deutlich erhöhte Wahrscheinlichkeit der Ausbildung einer Kniegelenksarthrose – unabhängig von der Art der Behandlung.
Eine Vielzahl von Studien kommt zu dem Ergebnis, dass durch spezielles präventives Verhalten das Risiko für einen Kreuzbandriss deutlich gesenkt werden kann.
In der anglo-amerikanischen Fachliteratur wird für Verletzungen des vorderen Kreuzbandes der Begriff anterior cruciate ligament injury verwendet. Kreuzbandriss wird korrekterweise mit cruciate ligament rupture übersetzt. Verletzungen des hinteren Kreuzbandes (Ligamentum cruciatum posterius) werden im Englischen als posterior cruciate ligament injury bezeichnet.

## Arten

Die Bänder des rechten Kniegelenkes (Ansicht von vorne, leicht seitlich, schematisch)

In den wenigsten Fällen sind Kreuzbandrisse isolierte Verletzungen. Die Rupturen werden meist von anderen Läsionen weiterer Bänder und der Menisken begleitet. Es können zwei Arten von Kreuzbandrissen unterschieden werden:
- Vorderer oder hinterer Kreuzbandriss mit sagittaler, das heißt von vorne nach hinten verlaufender, Instabilität und positivem Schubladenphänomen und positivem Lachmantest
- Kombinationsverletzung mit Schubladenphänomen in Drehstellung des Fußes nach innen oder außen:[2]
  - Anteromediale Rotationsinstabilität (AMRI, vorne-mittige Drehbewegungsinstabilität): vorderer Kreuzbandriss, Riss des Innenmeniskus und der mediodorsalen Kapsel, oft zusätzlich (meist zur Mitte zeigender) Riss des Innenbandes (sogenannte Unhappy Triad).[3]
  - Anterolaterale Rotationsinstabilität (ALRI, vorne-seitliche Drehbewegungsinstabilität): Riss des hinteren Kreuzbandes, des Außenbandes und der dorsolateralen Kapsel.[4]
  - Posterolaterale Rotationsinstabilität (PLRI, hintere-seitliche Drehbewegungsinstabilität): Riss des Außenbandes und des hinteren Kreuzbandes bei hinterer-mittiger, beziehungsweise hinterer-seitlicher Drehbewegungsinstabilität.[5]

## Verletzungsmechanismen

Typisches Kraft-Dehnungs-Diagramm eines menschlichen Kniebandes.
Bei geringer Belastung (= Kraft). verläuft die Kurve flach, da das Band ohne Zunahme der intraligamentären Kraft gedehnt wird (geringe Steifigkeit). Bei erhöhter Belastung nimmt die Steifigkeit des Bandes zu. Es stellt sich zunächst ein weitgehend linearer Anstieg ein (hohe Steifigkeit). In diesem Bereich verhalten sich die Kollagenfaserbündel des Bandes elastisch, da sie parallel ausgerichtet sind. Bei einer weiteren Krafteinwirkung finden irreversible Veränderungen im Band statt, so dass es nicht mehr zu seiner ursprünglichen Länge relaxieren kann. Nimmt die Kraft noch weiter zu, so zerreißen einzelne Faserbündel (die Kurve wird flacher). Da nicht alle Faserbündel der gleichen hohen Belastung ausgesetzt sind, kann selbst nach den ersten Rissen die Belastung weiter zunehmen (die Steifigkeit nimmt wieder ab). Ab einer bestimmten Maximalkraft zerreißt das Band schlagartig, was in einem plötzlichen Abfall der Kurve zu sehen ist.

### Vorderes Kreuzband
Die Verletzung des vorderen Kreuzbands entsteht typischerweise durch einen Richtungswechsel. Häufig liegt eine Drehbewegungsstellung des Unterschenkels nach außen mit Valgusbeugungsstress oder eine Drehbewegungsstellung nach innen mit Varusbeugungsstress vor. Auch zu starke Streck- oder Beugebewegungen (Hyperextension beziehungsweise Hyperflexion) können ein Auslöser sein. In den überwiegenden Fällen handelt es sich um Sportverletzungen. Besonders häufig treten solche Verletzungen (Traumata) unter sogenannten „Stop-and-Go“-Sportarten (z. B. Tennis oder Squash) und bei Mannschaftssportarten (z. B. Fußball, Football, Handball, Hockey oder Basketball) – oft auch unter Fremdeinwirkung – auf. Auch beim Skifahren – vor allem wenn der Tal-Ski nach außen dreht, der Körper aber über dem Berg-Ski fixiert bleibt – sind Rupturen des vorderen Kreuzbandes eine häufige Art der Verletzung. Der über die Valgus- und Innenrotationsstellung laufende Verletzungsmechanismus beim Skifahren wird auch als „Phantomfuß-Mechanismus“ bezeichnet. Ein Riss kann auch durch eine Auskugelung der Kniescheibe (Patellaluxation) mit plötzlichem Stabilitätsverlust des Kniegelenks bedingt sein.
Durch den Ausfall (Insuffizienz) des vorderen Kreuzbandes ist die Funktion eines der beiden zentralen passiven Führungselemente (primäre Stabilisatoren) des Kniegelenks gestört. Daraus resultiert eine pathologische Bewegungsfreiheit des Schienbeinkopfes nach vorne (ventral), der sogenannte „Tibiavorschub“. Gelenkkapsel, Seitenbänder, hinteres Kreuzband und Menisken werden vermehrt beansprucht, um den Schienbeinvorschub zu bremsen. Es kommt zu einer Überdehnung der Bandstrukturen. Bei Zunahme des Schienbeinvorschubs kommt es zu Knorpelschäden. Diese sind unter anderem dadurch bedingt, dass der Knorpel einer deutlich höheren Belastung ausgesetzt ist. Eine höhere Belastung bedeutet in so einem Fall eine frühzeitige Abnutzung mit Ausbildung einer Arthrose. Den vorderen Kreuzbandriss begleitende Verletzungen der Menisken und des Knorpels potenzieren das Risiko einer Arthrose.

### Hinteres Kreuzband
Risse des hinteren Kreuzbands sind seltener. Sie entstehen aufgrund des Überschreitens der maximalen Dehnungsmöglichkeit des hinteren Kreuzbands, in der Regel durch äußere Gewalteinwirkung. Von einem hinteren Kreuzbandriss ist in den meisten Fällen nicht nur das hintere Kreuzband betroffen. Die Verletzungen sind daher meist weitaus komplexer und betreffen in der Regel das gesamte Kniegelenk. Hauptursache für einen Riss des hinteren Kreuzbandes sind Verkehrsunfälle oder allgemeiner sogenannte Rasanztraumata. Dies ist darauf zurückzuführen, dass durch das Sitzen im PKW das Knie gebeugt ist. Durch ein Aufprallen des Unterschenkels an das Armaturenbrett reißt das hintere Kreuzband. Dieser Mechanismus wird deshalb auch dashboard injury (wörtlich aus dem Englischen übersetzt: Armaturenbrett-Verletzung) genannt. Diese Form der Verletzung ist allerdings relativ selten, und ihre Häufigkeit hat im Laufe der Jahre mehr und mehr abgenommen. So fanden sich in einer in Deutschland durchgeführten Studie mit über 20.000 Unfallopfern bei Pkw-Unfällen lediglich 5 Fälle von dashboard injury.
Bei körperkontaktbetonten Sportarten, wie beispielsweise American Football, kann eine von vorne-mittig einwirkende Gewalt durch eine zu starke Streckung zu einer Verletzung des hinteren Kreuzbandes führen. Häufig kommt es hierbei zu Mitverletzungen des vorderen Kreuzbandes sowie der hinteren Gelenkkapsel.

## Häufigkeit

Anteil der Bänderverletzungen an den klinisch relevanten Knieverletzungen (links). Anteil der einzelnen Bänder an den Bandverletzungen (rechts).

Verschiedene Ursachen und ihre Anteile an Kreuzbandrissen in der Schweiz. Der in Grün gehaltene Bereich «Sport und Spiel» kommt auf insgesamt 73 %.

Die Inzidenzraten für Kreuzbandrisse in Rupturen pro 1000 Stunden, für verschiedene Sportarten nach Geschlecht.

Der Anteil an Verletzungen der Bänder im Knie an allen klinisch relevanten Knieverletzungen liegt bei etwa 40 %. Von diesen 40 % wiederum gehen etwa zwei Drittel der Verletzungen auf das Konto von Kreuzbandrissen – zu 46 % nur das vordere Kreuzband und zu 4 % nur das hintere. Mischverletzungen, beziehungsweise komplexere Verletzungen, mit Beteiligung der Kreuzbänder haben einen Anteil von 19 %. Das vordere Kreuzband reißt statistisch gesehen etwa zehnmal so häufig wie das hintere. Die Hauptursache für die deutlich geringere Inzidenz von Rupturen des hinteren Kreuzbandes sind zum einen dessen größerer Durchmesser und die dadurch bedingte vergleichsweise höhere Belastungsfähigkeit und zum anderen seine anders geartete Funktion. In den Vereinigten Staaten beträgt das Verhältnis von Rupturen des vorderen Kreuzbandes zum hinteren etwa 9 bis 10 : 1, in Deutschland etwa 14 : 1.
Weltweit kommt es zu rund einer Million Kreuzbandrissen pro Jahr. Zumeist sind Freizeitsportler betroffen. Der Riss des vorderen Kreuzbandes ist nicht nur die häufigste Bandverletzung des Knies, sondern auch die häufigste klinisch relevante Verletzung des Knies überhaupt. Die Häufigkeit liegt bei etwa 0,5 bis 1 vorderen Kreuzbandrissen pro tausend Einwohner (USA, Mitteleuropa) und Jahr. In den Vereinigten Staaten kommt es pro Jahr zu etwa 80 000 bis 100 000 Rupturen des vorderen Kreuzbandes. Die Inzidenz ist im Altersintervall von 15 bis 25 Jahren am höchsten. Die dadurch entstehenden jährlichen Kosten liegen bei ungefähr 1 Milliarde Dollar.
In Deutschland betrugen 2002 die Krankheitskosten in den Krankenhäusern für die Behandlung der „Binnenschädigung des Kniegelenks“ – bei der Kreuzbandrisse den Hauptanteil verursachen – 359,3 Millionen Euro. Statistisch gesehen reißt in Deutschland alle 6,5 Minuten ein Kreuzband. Bei etwa jedem Dritten ist zusätzlich ein Meniskus beschädigt. In der Schweiz liegen die Schätzungen für die jährlichen Kosten durch Kreuzbandrupturen bei 200 bis 250 Millionen Franken. Von dieser Summe entfallen 40 % auf Heilkosten, 47 % auf Tagegelder, 2 % auf Kapitalleistungen, wie beispielsweise Integritätsentschädigungen (ein sozialversicherungsrechtliches Schmerzensgeld) und 12 % auf Invalidenrenten (Kapitalwerte). Pro Kreuzbandriss sind dies fast 21.000 Franken, mit einem durchschnittlichen Heilkostenanteil von 8350 Franken.
Die Schweizerische Unfallstatistik (UVG), von der etwa die Hälfte aller Schweizer Bürger erfasst wird, meldet pro Jahr 6350 Verletzungen des vorderen Kreuzbandes (Zeitraum 1997 bis 2001). Die Hochrechnung für die Schweiz geht von 10.000 bis 12.000 Fällen aus. Von den erfassten 6350 Verletzungen werden 73 % durch „Sport und Spiel“ verursacht, 10 % sind Berufsunfälle, und 17 % entfallen auf sonstige Tätigkeiten, wie beispielsweise Wegeunfälle, Aufenthalt in Häusern oder andere Freizeitaktivitäten.
Frauen bzw. Mädchen haben eine zwei- bis achtmal höhere Verletzungsrate als Männer, die den gleichen Sport ausüben. Verschiedene Studien zeigen, dass diese Verletzungen vor allem kontaktlos hervorgerufen werden. Hier spielt eine funktionelle Valgusposition des Kniegelenks bei Landung nach einem Sprung eine wegweisende Rolle. Bei Basketballspielerinnen ist einer Studie zufolge die Wahrscheinlichkeit für eine Knieverletzung, eine Operation am Knie oder des vorderen Kreuzbandes viermal höher als bei männlichen Basketballspielern. Bei Fußballspielerinnen beträgt dieser Faktor 3,41.
Die Ursache für die erhöhte Inzidenz bei Frauen ist noch weitgehend unklar. So werden anatomische Unterschiede, wie beispielsweise ein größeres Spiel im Kniegelenk, Hormone und Trainingstechniken diskutiert.
Der Anteil einzelner Sportarten an der Häufigkeit eines Kreuzbandrisses hängt sehr stark von den lokalen Präferenzen für die jeweilige Sportart ab. In den USA beispielsweise haben Basketballspieler (20 %), gefolgt von Fußball- (17 %) und American-Football-Spielern (14 %), den höchsten Anteil an Kreuzbandrissen, während in Norwegen die Reihenfolge Fußballspieler (42 %), Handballspieler (26 %) und alpine Skifahrer (10 %) ist. In Deutschland treten die häufigsten Kreuzbandrisse bei den Sportarten Fußball, Handball und Skifahren (alpin) auf. Danach folgen Straßenverkehrs- und Arbeitsunfälle. Über 70 % der Risse des vorderen Kreuzbandes entstehen ohne Fremdeinwirkung bei der Landung nach einem Sprung, beim Abbremsen oder beim plötzlichen Richtungswechsel.
Die Anzahl der jährlich diagnostizierten Kreuzbandrupturen nimmt seit Jahren beständig zu. Neben den verbesserten diagnostischen Möglichkeiten – mit denen Kreuzbandrisse auch häufiger als solche erkannt werden – trägt auch die Zunahme an sportlichen Aktivitäten in der Freizeitgesellschaft zu dieser Tendenz bei. Ohne einige bestimmte Sportarten wären Kreuzbandrupturen ein relativ seltenes Trauma.

## Risikofaktoren

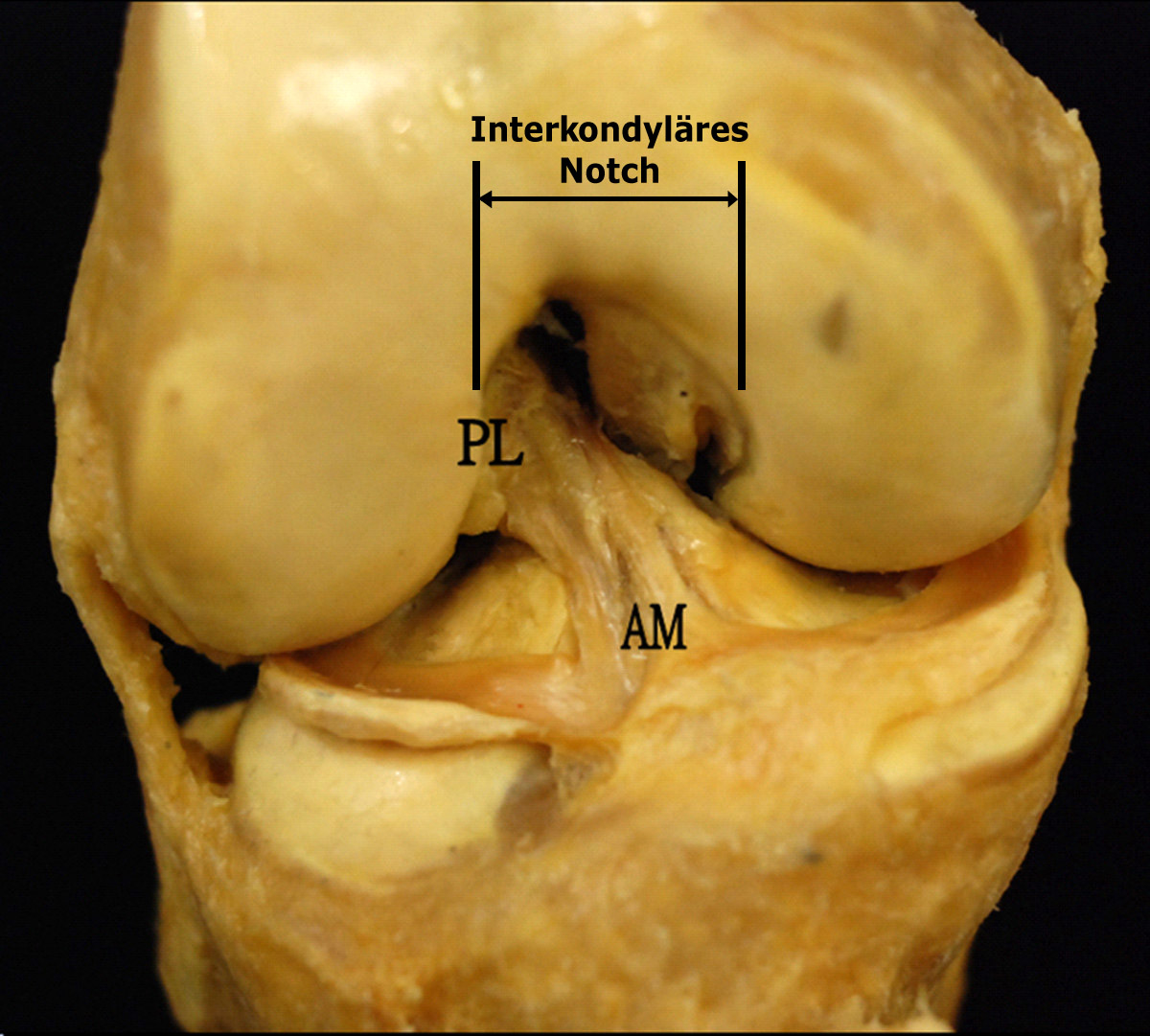
Das vordere Kreuzband mit vorderem-innerem (= anteromedialem) Bündel (AM) und hinterem-äußerem (= posterolateralem) Bündel (PL). Die Kreuzbandhöhle (interkondyläres Notch) ist ebenfalls markiert

Außer den unter der Rubrik Häufigkeit bereits beschriebenen Faktoren Sportart und Geschlecht spielen noch andere Risikofaktoren beim Kreuzbandriss eine Rolle. Aufgrund der Häufigkeit der Verletzung liegen umfassende statistische Daten und eine Vielzahl daraus abgeleiteter Studien vor. Die Ätiologie des vorderen Kreuzbandrisses ohne Fremdeinwirkung ist sehr vielschichtig, und eine Reihe von teilweise sehr unterschiedlichen Faktoren beeinflussen das Risiko einer Ruptur. Es ist bis heute noch nicht vollständig zu erklären, warum einzelne Personen ein höheres Risiko für diese Verletzung haben als andere. Beispielsweise ist ungeklärt, warum nach der Verletzung des vorderen Kreuzbands eines Knies eine erhöhte Wahrscheinlichkeit für dieselbe Verletzung des anderen Knies innerhalb der nächsten Jahre gegeben ist. So haben deutsche Fußballspielerinnen, die bereits einen Kreuzbandriss hatten, eine über fünfmal höhere Wahrscheinlichkeit für eine erneute Kreuzbandruptur als Spielerinnen, die bisher von dieser Verletzungsart verschont waren. Bei den Risikofaktoren wird zwischen intrinsischen (personenbezogenen) und extrinsischen (äußeren) Faktoren unterschieden. Zu den intrinsischen Faktoren gehören beispielsweise die genetische Prädisposition beziehungsweise Anatomie, Trainingszustand (Fitness), neuromuskuläre Effekte oder hormonelle Faktoren. Dagegen sind beispielsweise die Bodenbeschaffenheit, das Wetter oder die Sportschuhe extrinsische Risikofaktoren.
Die Kenntnis der Risikofaktoren für Kreuzbandrisse ist ein wichtiger Ansatzpunkt für präventive Maßnahmen.

### Intrinsische Risikofaktoren
Anatomische Faktoren gehören zu den schon länger vermuteten Risikofaktoren. Die Reißfestigkeit eines Kreuzbandes hängt unmittelbar mit dessen Breite zusammen, die wiederum von Mensch zu Mensch unterschiedlich sein kann. In einer anthropometrischen Studie wurden die vorderen Kreuzbänder des unverletzten kontralateralen Knies von Patienten mit einer Kreuzbandruptur mit denen einer Kontrollgruppe mit gleicher mittlerer Körpermasse verglichen. Die Volumina der Kreuzbänder wurden mittels Magnetresonanztomografie ermittelt. In der Gruppe mit Kreuzbandrissen betrug das Volumen des kontralateralen Kreuzbandes durchschnittlich 1921 mm³, während es bei der Kontrollgruppe bei 2151 mm³ lag. Die Autoren der Studie schließen daraus, dass anthropometrische Unterschiede im Volumen – und daraus abgeleitet der Breite – des Kreuzbandes einen direkten Einfluss auf die Wahrscheinlichkeit eines Kreuzbandrisses ohne Fremdeinwirkung haben. Schon in früheren Studien wurde eine Korrelation von einer schmalen Kreuzbandhöhle (interkondyläres Notch), die wiederum im Zusammenhang mit einem schmaleren Kreuzband steht, mit einem erhöhten Risiko für einen Kreuzbandriss festgestellt. Allerdings herrscht darüber kein wissenschaftlicher Konsens, da andere Studien zu anderen Ergebnissen kommen. Frauen haben gegenüber Männern eine schmalere Kreuzbandhöhle, weshalb dieser anatomische Unterschied ein Erklärungsmodell für die höhere Inzidenz von Kreuzbandrupturen bei Frauen ist.
Defizite in der Propriozeption, das heißt der Wahrnehmung der eigenen Körperbewegung und -lage im Raum, werden ebenso wie neuromuskuläre Ermüdungserscheinungen in den unteren Extremitäten und zentrale Ermüdungserscheinungen bei der Landung nach einem Sprung als Risikofaktoren für eine vordere Kreuzbandruptur gesehen. In einer Studie wurde festgestellt, dass die Patienten mit einem Kreuzbandriss signifikante Defizite bei neurokognitiven Fähigkeiten hatten. Weitere Risikofaktoren sind eine dynamische Valgusbelastung der Kniegelenke, eine fehlende Hüft- und Rumpfkontrolle und eine geringe Kniebeugung bei der Landung nach einem Sprung. Außerdem erhöht eine sogenannte Quadrizepsdominanz, d. h. ein Überwiegen der Kraft des M. quadriceps gegenüber der ischiocruralen Muskulatur, das Risiko für eine Verletzung des vorderen Kreuzbandes.

### Extrinsische Risikofaktoren
Der Reibungskoeffizient zwischen der Sohle des Sportschuhs und dem Untergrund ist ein Faktor bei der Ursache eine Kreuzbandrisses. Ein hoher Reibungskoeffizient korreliert mit einem erhöhten Verletzungsrisiko. In einer Studie über zwei Spielzeiten in den oberen drei norwegischen Handball-Ligen spielte bei 55 % der Kreuzbandrisse der Reibungskoeffizient Sportschuh/Bodenbelag eine Rolle. In kälteren Monaten werden im American Football weniger Spieler durch Kreuzbandrisse verletzt als in wärmeren Monaten. Eine mögliche Ursache ist die in den kühleren Monaten reduzierte Bodenhaftung.
In einer Studie über Kreuzbandrisse bei Australian Football wird ebenfalls ein Zusammenhang mit den Wetterbedingungen und der Verletzungsrate beschrieben. So war die Verletzungsrate auf trockenen Spielfeldern signifikant höher als auf feuchten. Als Ursache wird ein weicherer Untergrund nach Niederschlägen vermutet, der die Kraftübertragung zwischen Schuh und Oberfläche reduziert.
Ebenfalls in Australien wurde ein Zusammenhang mit der Bodenbeschaffenheit festgestellt. So rissen in der Australian Football League auf Weidelgras weniger Kreuzbänder als auf Hundszahngras. Hier wird als Ursache eine reduzierte Haftung der Sportschuhe in Wechselwirkung mit dem Weidelgras vermutet, wodurch die für das Kreuzband destruktive Kraftübertragung geringer ist als auf dem Hundszahngras mit höherer Haftung.

## Symptomatik
Wenn ein Kreuzband gerissen ist, führt dies meist zu einer deutlichen Schwellung des Kniegelenks durch den Verletzungs-Bluterguss und in Folge zu Schmerzhaftigkeit aufgrund der Kapseldehnung des Gelenkes. Ein blutiger Gelenkerguss (Hämarthros) ist der Normalfall bei einem Kreuzbandriss. Er tritt in 95 % der Fälle auf und schränkt sehr schnell die Beweglichkeit des Kniegelenks ein. Zusammen mit der Instabilität des Kniegelenks ist ein Hämarthros ein Leitsymptom für eine Kreuzbandruptur. Umgekehrt ist ein Kreuzbandriss für etwa 50 bis über 75 % aller Hämarthrosen verantwortlich. Diese Symptomatik wurde bereits im Jahre 1879 von dem Franzosen Paul Ferdinand Segond (1851–1912) beschrieben: Heftiger Schmerz im Knie-Inneren und rasches Einbluten mit entsprechender Schwellung des Gelenkes. Ursache für diese Symptome sind die im Kreuzband verlaufenden Nervenfasern und Blutgefäße. Erstere lösen beim Zerreißen den Schmerz aus, und letztere sorgen für die Einblutung in das Gelenk.
Oft ist das Zerreißen mit einem hörbaren Knall („Plopp“) verbunden. Auf das Zerreißen folgt ein kurzer Schmerz. Die Instabilität im Knie bemerkt der Betroffene schon unmittelbar, wenn sich der erste Schmerz gelegt hat. Der Gelenkerguss stellt sich meist erst im Laufe des Tages ein. In der Regel muss der ausgeübte Sport abgebrochen werden. Eine Ausnahme sind Skifahrer, die oft noch die Abfahrt bewerkstelligen können – allerdings unter erheblichen Schmerzen. Treffen all diese Symptome zu, so handelt es sich mit 90-prozentiger Sicherheit um einen Riss des vorderen Kreuzbandes (oder beider). Das Knie lässt sich meist nicht mehr ganz strecken und wird in leichter Beugestellung gehalten (Schonhaltung). In dieser Beugestellung kann man den Unterschenkelknochen mit der Hand gegen den Oberschenkelknochen um etwa 5–10 mm nach vorne ziehen, ohne einen Anschlag zu spüren, während beim gesunden Knie nur wenige Millimeter (2–3 mm) möglich sind und man dann einen Anschlag verspürt (positiver Lachman-Test).
Nach etwa einer Woche klingen die Symptome bei einem vorderen Kreuzbandriss wieder ab. Manche Patienten beginnen bereits nach zwei Wochen wieder mit Sport. Der Grad der Instabilität des Kniegelenkes ist stark abhängig von den sekundären Kniegelenks-Stabilisatoren beziehungsweise deren Trainingszustand. Sekundäre Kniegelenks-Stabilisatoren sind andere periphere Bänder und Muskelsehnen. Sie können teilweise die Funktion des vorderen Kreuzbandes zur Stabilisierung des Kniegelenkes übernehmen. Viele Patienten sind dann drei bis sechs Monate weitgehend beschwerdefrei. Danach können die sekundären Stabilisatoren die auf das Kniegelenk einwirkenden Kräfte aber meist nicht mehr abfangen. Schäden an den Menisken und Seitenbändern sowie ein vermehrtes Auftreten von giving way sind die Folge.

## Begleitverletzungen
Isolierte vordere Kreuzbandrisse sind eher die Ausnahme. Bis zu 80 % aller Kreuzbandrisse werden von anderen Verletzungen begleitet. Verletzungen der Menisken sind dabei ausgesprochen häufig. In einer umfangreichen Studie wurde bei akuten Kreuzbandrissen in 42 % der Fälle ein Riss des Innenmeniskus und zu 62 % ein Riss des Außenmeniskus diagnostiziert. In einer anderen Studie wurde bei Kreuzbandrissen im chronischen Intervall (bei der Durchführung einer Bandplastik) bei 60 % der Patienten ein Riss des Innenmeniskus und bei 49 % einer des Außenmeniskus festgestellt.
Wird der verletzte Meniskus entfernt, so steigt die Instabilität des betroffenen Knies weiter an. Die stark eingeschränkte Stoßdämpfung führt darüber hinaus zu einer verstärkten Häufigkeit sekundärer Arthrosen. Unversehrte Menisken wirken sich positiv auf das Ergebnis einer Kreuzbandplastik aus. Aus diesem Grund empfiehlt sich – wenn es der Riss des Meniskus zulässt – eine Refixation desselbigen durchzuführen. Idealerweise erfolgt dies zusammen mit der Rekonstruktion des Kreuzbandes.
Eine weitere häufige Begleitverletzung ist der Riss des Innen- und/oder Außenbandes des Kniegelenks. Sind Innenband, Innenmeniskus und vorderes Kreuzband betroffen, so spricht man von einer Unhappy Triad, ein Begriff, der in der modernen Kniechirurgie kaum mehr Anwendung findet. Eher selten ist der anterolaterale (vorn und seitlich) knöcherne Kapselausriss am Schienbeinplateau, die sogenannte Segond-Fraktur. Diese stellt nach neueren Erkenntnissen den knöchernen Ausriss des Anterolateralen Ligaments (ALL) dar. Dieses ist ein wichtiger Stabilisator gegen eine forcierte Innenrotation des Knies. Erst ein Riss auch dieses Bandes erlaubt einen positiven Pivot-Shift-Test. In einer retrospektiven Studie der belgischen Arbeitsgruppe, die das Band erstmals 2013 anatomisch beschrieb, konnte es bei 206 von 351 Kernspintomographien von Knien mit einem anschließend operierten vorderen Kreuzbandriss aufgefunden werden, was dadurch erschwert wird, dass das Band schräg zu den Standardschichten der Kernspintomographie läuft. Dabei fand sich ein ALL-Riss bei 162 (79 %) der Knie, ein knöcherner Ausriss (Segond-Fraktur) in drei Fällen (2 %).
Verletzungen des Gelenkknorpels (traumatische Chondropathien) sind an 16 bis 46 % aller Rupturen des vorderen Kreuzbandes beteiligt.
Seltener, und meist unerkannt, ist der Riss der hinteren, äußeren Kapselschale, vor allem der Sehne des Kniekehlmuskels (tiefer Wadenmuskel). Unbehandelt führt diese Verletzung zu einer erheblichen Kniegelenksinstabilität mit sichtbar gestörtem Gang.
Komplexe Verletzungen der Kniebänder werden als Kniegelenksluxation bezeichnet. Nach klinisch und MR-tomographisch gestützter Klassifikation nach Schenk sind klar definierte operativ/konservative Therapiekonzepte erfolgreich.

## Diagnostik

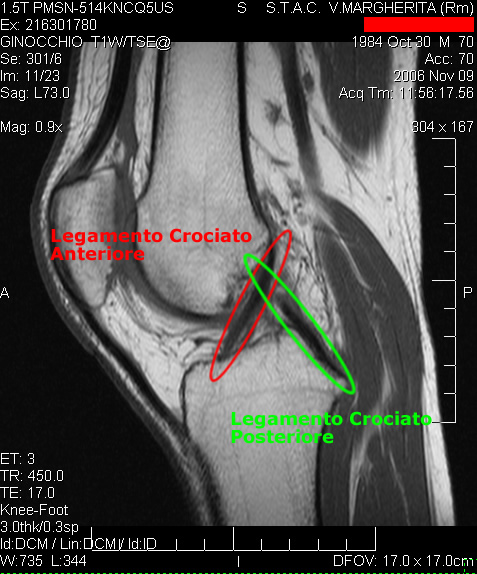
Darstellung der Kreuzbänder in der MRT. Rot markiert das vordere Kreuzband und grün markiert das hintere.

Die Diagnosestellung erfolgt in vielen Fällen mit einer erheblichen zeitlichen Verzögerung, auch wenn die Patienten unmittelbar nach der Verletzung einen Arzt aufgesucht haben. Einige Studien geben einen mittleren Zeitraum von 2 bis 21 Monaten an, der zwischen dem Zeitpunkt der Verletzung und der korrekten Diagnosestellung vergeht. In vielen Fällen ist zudem der Besuch mehrerer Ärzte notwendig, bis die richtige Diagnose gestellt ist. Typische Falschdiagnosen sind vor allem Meniskusriss und „Verstauchung“. Es wird deshalb davon ausgegangen, dass Kreuzbandrupturen unterdiagnostiziert werden. Das heißt, dass sie tatsächlich häufiger auftreten, als dass sie korrekt diagnostiziert werden. Eine nicht unwesentliche Rolle hierbei spielen teils missverständliche MRT-Befunde.

### Klinische Befundung

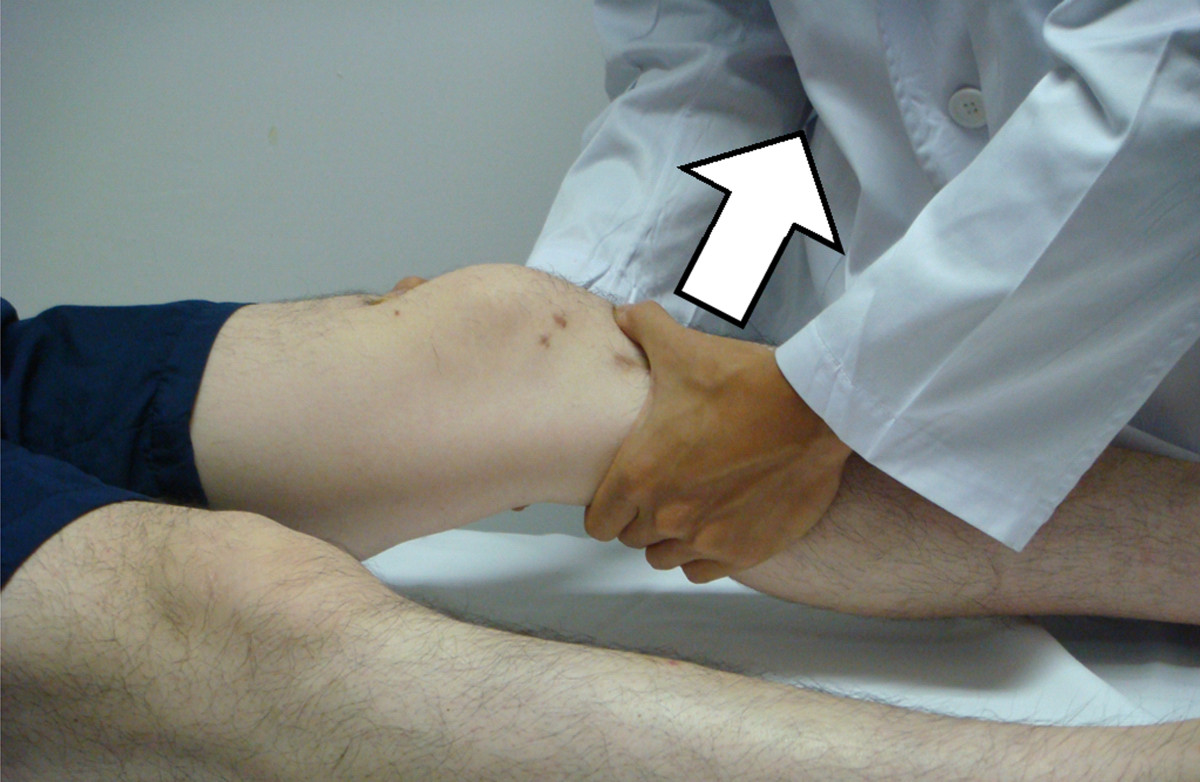
Der Lachman-Test

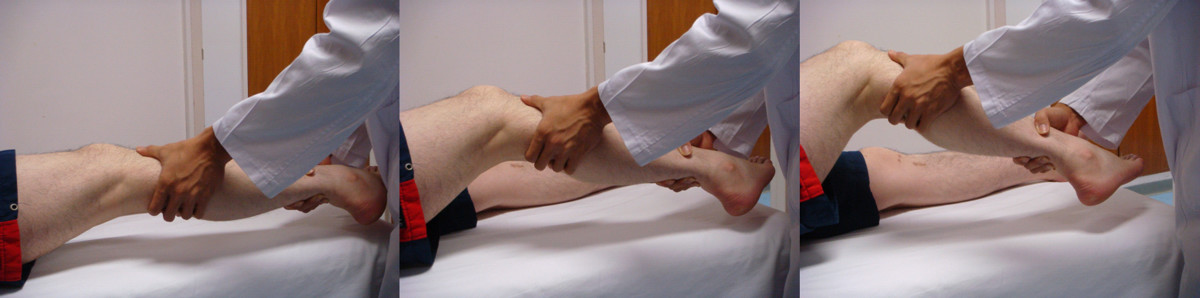
Der Pivot-Shift-Test

Bei einem Riss des vorderen Kreuzbands kommt es zum sogenannten vorderen Schubladenphänomen: Bei gebeugtem Knie kann der Unterschenkel von hinten nach vorne geschoben werden. Ist dagegen das hintere Kreuzband gerissen, so kommt es zum hinteren Schubladenphänomen: Bei gebeugtem Knie kann der Unterschenkel von vorne nach hinten geschoben werden.
Die initiale Diagnose wird mittels Schubladen- und Lachman-Test (seltener Pivot-Shift-Test) durchgeführt. Aufgrund der Anatomie des vorderen Kreuzbandes (zwei Bandanteile = Faszikelbündel) ist eine klinische Diagnose oft erschwert, wenn nur ein Bündel gerissen ist. Hier ergibt sich dann beispielsweise ein negatives Schubladenphänomen in 90°-Beugung des Kniegelenkes, aber ein positiver Lachman-Test in 15°-Beugung.
Ein Ausfall (Insuffizienz) des hinteren Kreuzbandes kann in einigen Fällen durch eine Beobachtung (Inspektion) des in 90° gebeugten Kniegelenks von der Seite beim liegenden Patienten beurteilt werden. Bei zurückgesunkenem Schienbeinkopf sollte eine Verletzung des Bandes in Erwägung gezogen werden. Durch zusätzliches Anspannen der sogenannten ischiocruralen Muskulatur (hintere Oberschenkelmuskulatur) kann dieses Phänomen verstärkt werden. Durch nachfolgende Quadrizepsmuskel-Anspannung (Kontraktion) wird die hintere Schublade aufgehoben.
Der Stabilitätsverlust tritt mit zunehmender Beugung im Kniegelenk ein und ist bei Streckung nicht vorhanden. Dadurch erklären sich die erstaunlich geringen Beschwerden bei isolierten Rissen. Beschwerden werden vor allem beim Treppensteigen oder beim Heben von Gewichten hinter der Kniescheibe (retropatellar) angegeben (erhöhter Druck des Oberschenkelknochens auf die Kniescheibe).
Die Instabilität, die durch einen Kreuzbandriss entsteht, sorgt für eine Überbelastung von Knorpel, Innen- und Außenmeniskus. Wird die Instabilität nicht durch die Muskulatur kompensiert oder durch eine Operation beseitigt, kommt es häufig zu einem Meniskusriss und/oder einer Knorpelschädigung mit Arthrose.

### Bildgebende Verfahren

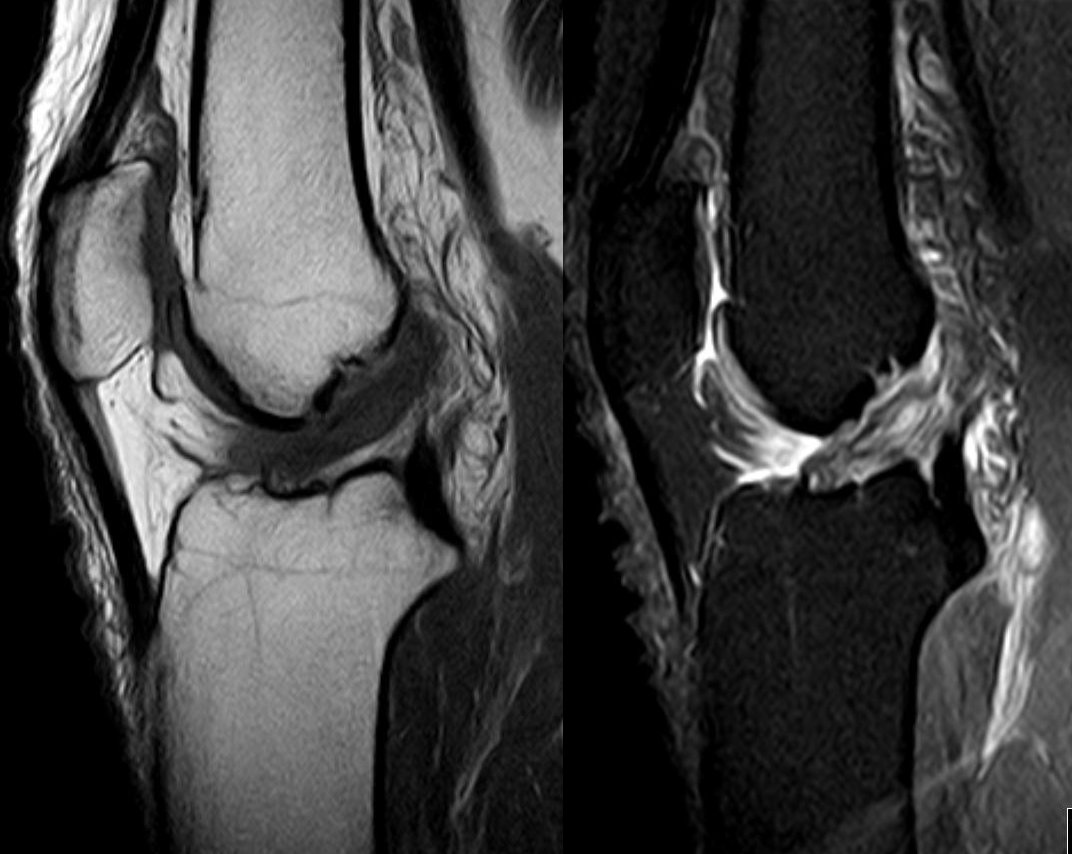
Vorderer Kreuzbandriss in der MRT mit deutlich hellerer Darstellung als ein gesundes, dunkles Band. Das hintere (normal dunkel dargestellte) Kreuzband ist in dieser Schicht nur zum Teil abgebildet. Links T1, rechts PDW.

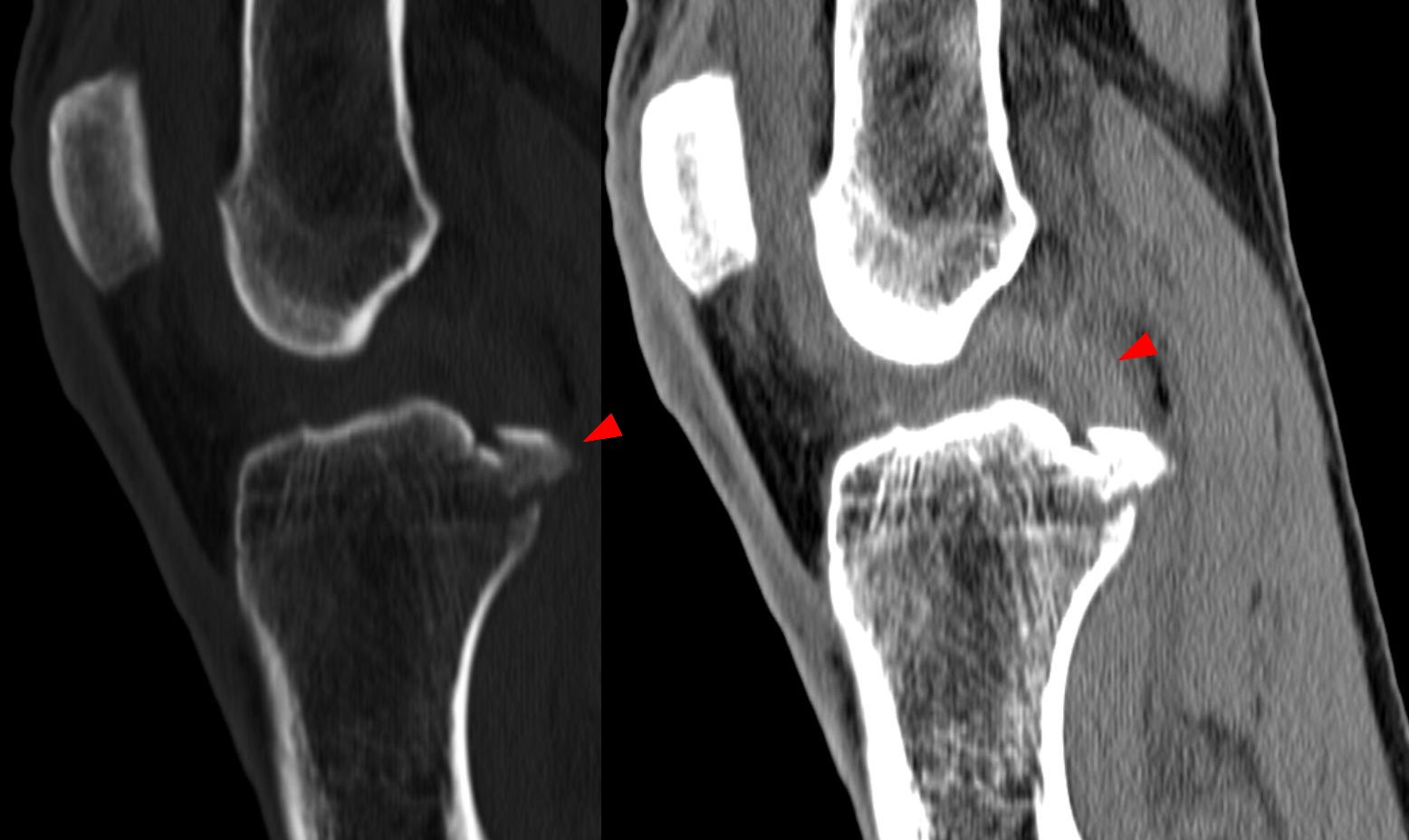
Knöcherner Ausriss des hinteren Kreuzbandes in der Computertomographie im Knochen- und Weichteilfenster.

Die Diagnose kann mit bildgebenden Verfahren – namentlich der Magnetresonanztomographie (MRT, „Kernspin“) – bestätigt werden. Dabei ist allerdings zu beachten, dass die Interpretation der MRT in der Diagnostik eines Kreuzbandrisses zu 20 Prozent falsche Diagnosen liefert. Hier kommt es auf die sogenannten Schnittbilder und die geeignete Positionierung des Kniegelenkes bei der MRT-Untersuchung an. Der Radiologe sollte die genaue Vorgeschichte kennen, die zur Verletzung führte, und auch Erfahrung in der Untersuchung eines verletzten Gelenkes haben, um Fehlbeurteilungen zu vermeiden. Im Vergleich zur MRT liegt die Fehlerquote bei dem erheblich einfacher durchzuführenden Lachman-Test bei nur 10 Prozent. Die MRT ist daher in der Regel zur Diagnose eines vorderen Kreuzbandrisses weniger sensitiv und weniger spezifisch als die klinische Befundung durch einen qualifizierten Orthopäden. Das Ergebnis einer MRT hat nur relativ selten einen Einfluss auf die klinische Entscheidungsfindung und sollte keinen Ersatz für eine sorgfältige Anamnese und Palpation darstellen.
Mehrere Studien kommen zu dem Schluss, dass eine MRT nur bei komplizierteren unklaren Knieverletzungen – und dabei eher zum Erstellen einer Ausschlussdiagnose  – sinnvoll ist.
Röntgenaufnahmen leisten keinen unmittelbaren Beitrag zur Diagnosestellung einer Kreuzbandruptur. Beide Kreuzbänder sind – ob gerissen oder nicht – im Röntgenbild nicht sichtbar. Wird dennoch geröntgt, so kann dies der Diagnosestellung von möglichen knöchernen Begleitverletzungen dienen.

### Diagnostische Arthroskopie

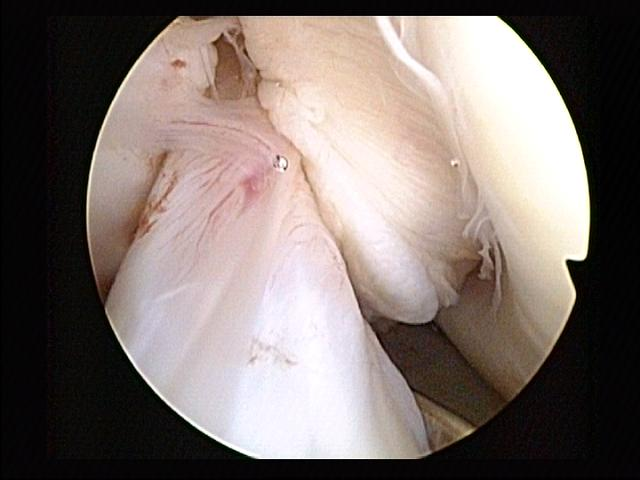
Vorderes Kreuzband im arthroskopischen Bild.

Die höchste diagnostische Sicherheit bietet die diagnostische Arthroskopie (Gelenkspiegelung). Dieses Verfahren stellt für die Diagnosestellung des Kreuzbandrisses den Goldstandard dar. Das Verfahren ist zwar minimalinvasiv, stellt aber in jedem Fall einen mit gewissen Risiken behafteten chirurgischen Eingriff in das Knie des Patienten dar.
Da jedoch die operative Behandlung eines Kreuzbandrisses in der Regel arthroskopisch (therapeutische Arthroskopie) durchgeführt wird, ergibt sich die Möglichkeit die Therapie, beispielsweise in Form einer Kreuzbandteilresektion (bei Anriss) oder einer Refixation des ausgerissenen Bandes, unmittelbar nach der diagnostischen Arthroskopie durchzuführen. Mit der zunehmenden Verbreitung von Kernspintomographen hat die Anzahl der rein diagnostischen Arthroskopien in den letzten Jahren deutlich abgenommen. Die diagnostische Arthroskopie ist aber nach wie vor zur sicheren Abklärung der Diagnose einer Kreuzbandruptur – bei unklarer klinischer Befundung und unklarer MRT – das Mittel der Wahl.

### Späte Zeichen eines nichtdiagnostizierten vorderen Kreuzbandrisses
Wird ein Kreuzbandriss nicht diagnostiziert und folglich auch nicht behandelt, so kann es zum sogenannten giving way kommen, einem spürbaren Nachgeben. Dies bedeutet, dass das Kniegelenk instabil ist. Der Patient hat den Eindruck, dass z. B. beim Treppabwärtsgehen der Unterschenkel nicht unter Kontrolle steht. Sportliche Belastungen mit Drehbewegungen des Kniegelenkes sind nicht möglich oder werden vermieden. Rezidivierende Schwellneigungen durch Gelenkergüsse können auftreten. Die über das Schicksal des verletzten Knies entscheidende Folge eines so instabilen Knies sind die fast unweigerlich auftretenden Meniskusläsionen. Diese entstehen durch instabilitätsbedingte sagittale Bewegungen (giving way) über die Hinterkante der Schienbeingelenkfläche hinaus, mit Überwalzung des Meniskus.

## Therapiemöglichkeiten
Klinische Studien belegen, dass bei akut verletzten Kreuzbändern ein naturgegebenes Selbstheilungspotential vorhanden ist, das heißt eine spontane Neigung, auf biologischem Wege von selbst wieder festzuwachsen. Ausschlaggebend für die spätere, adäquate Kniestabilität ist jedoch, dass diese Vernarbung an der anatomisch korrekten Ansatzstelle erfolgt. Verwächst ein frisch gerissenes vorderes Kreuzband von allein mit dem hinteren Kreuzband, handelt es sich um das Phänomen der sogenannten Lambda- bzw. Wittek-Heilung.
Eine Kreuzbandruptur sollte in jedem Fall nach erstellter Diagnose behandelt werden. Eine nichttherapierte Ruptur kann zu einer Degeneration des hyalinen Gelenkknorpels und so zu Meniskusschäden führen. In einer Vielzahl von Studien konnte gezeigt werden, dass ein Ausbleiben therapeutischer Interventionen zu einer progressiven Zerstörung der Gelenkstrukturen führt und ein hohes Wiederverletzungsrisiko besteht.
Die Behandlungsmöglichkeiten lassen sich in zwei Gruppen einteilen: in die chirurgische Therapie (Operation) und in die konservative Therapie. Welche Form der Behandlung zur Anwendung kommt, wird üblicherweise individuell mit dem Patienten auf dessen Bedürfnisse abgestimmt. Für beide Formen gibt es verschiedene Ansätze und Behandlungskonzepte, die zum Teil kontrovers diskutiert werden. Grundsätzlich ist der Verlauf eines chronischen Kreuzbandschadens individuell sehr unterschiedlich. Es ist allgemein akzeptiert, dass nicht jeder Patient eine operative Behandlung benötigt. Doch jüngere und vor allem sportlich aktive Patienten profitieren Studien zufolge von einer operativen Wiederherstellung der Kinematik und Stabilität des Kniegelenkes durch Erhalt oder Ersatz des gerissenen Kreuzbandes.
Die Basis der konservativen Therapie ist ein physiotherapeutischer Muskelaufbau, der der externen Stabilisierung des Kniegelenkes dienen soll. Das Ziel der chirurgischen Therapien ist die anatomische und biomechanische Wiederherstellung des gerissenen Kreuzbandes in seiner ursprünglichen Funktion.
Den ursprünglichen Zustand des Knies kann weder die konservative noch die operative Behandlung eines Kreuzbandrisses hundertprozentig wiederherstellen.

### Konservative Behandlung
Nicht jedes gerissene Kreuzband muss operiert werden. Eine systematische Übersichtsarbeit mit Metaanalyse aus dem Jahr 2022 zeigte, anhand von Daten aus drei randomisierten kontrollierten Studien, dass die primäre Rehabilitation mit optionaler chirurgischer Rekonstruktion zu ähnlichen Ergebnissen wie die frühe chirurgische Rekonstruktion bei Kreuzbandruptur führt. In jedem Fall wird individuell, in Abhängigkeit von Lebensalter, Aktivität, Sportfähigkeit, Bereitschaft und Alltagsfähigkeit des Patienten entschieden. Daher bedarf die Therapieentscheidung eines eingehenden Gespräches mit dem Patienten. Die konservative Behandlung ist vor allem für Patienten mit einem vorderen Kreuzbandriss ohne Begleitverletzungen, einer eingeschränkten sportlichen Aktivität und einem höheren Lebensalter eine Alternative zur Operation. Bei sportlich aktiven, konservativ behandelten Patienten wurde eine erhöhte Häufigkeit von Arthrosen – im Vergleich zu operierten Patienten – festgestellt. Mehrere Studien belegen einen signifikanten Vorteil der chirurgischen Intervention, vor allem bei Sportlern, die Sportarten wie beispielsweise Fußball, Handball oder Basketball ausüben – also Sportarten mit hoher Rotations- und Hyperextensions-Belastung des Kniegelenkes. Es gibt einige ältere Studien, die zu dem Ergebnis kommen, dass die konservative Behandlung eines Kreuzbandrisses – auch bei Sportlern – keine negativen Auswirkungen hat. Auch eine neue Studie belegt, dass bei jungen Patienten mit unkompliziertem Kreuzbandriss eine zeitnahe Operation innerhalb von 10 Wochen im Gegensatz zu einer abwartenden konservativen Behandlung mit der Option auf eine spätere Operation bei Instabilität oder Patientenwunsch keine Vorteile bringt.
In der konservativen Therapie wird über eine frühfunktionelle Bewegungsbehandlung versucht, die Kniegelenksinstabilität durch ein konsequentes Muskelaufbautraining zu kompensieren und so die fehlende Stabilität wiederherzustellen. Ein weiteres Ziel ist die Verbesserung der propriozeptiven Fähigkeiten der um das Kniegelenk herum gelegenen (periartikulären) Elemente. Häufig wird durch eine Schienung des Kniegelenks in einer Orthese (Knie-Brace) für sechs Wochen und begleitende Physiotherapie eine ausreichende Stabilität erreicht.
Durch eine gezielte und sachgerechte orthopädische Behandlung kann prinzipiell ein Großteil von Patienten mit einer Ruptur des vorderen Kreuzbandes ihre sportliche und berufliche Tätigkeit uneingeschränkt wieder aufnehmen. Die so behandelten Patienten sind nach durchschnittlich sieben Wochen wieder arbeitsfähig und können nach etwa elf Wochen ein normales Leben führen. Diese Zeiten sind in der Regel kürzer als bei einem chirurgischen Eingriff. Etwa 80 % der Patienten kann nach vier Monaten wieder sportlich aktiv sein. Allerdings beschränkt sich dies im Wesentlichen auf Sportarten ohne direkten Körperkontakt und ohne das Knie belastende Schwenkbewegungen. Bei vielen Patienten mit konservativer Behandlung des Kreuzbandrisses stellt sich ein Angstgefühl beim Sport in den Situationen ein, die zur ursprünglichen Verletzung führten. Der für den Betroffenen spürbare Stabilitätsverlust des Knies ist dafür eine der Hauptursachen. Diese Unsicherheit verspüren 18 Monate nach der Verletzung etwa 30 % der Patienten und nach vier Jahren nahezu 80 %. Im täglichen Leben stört es dagegen nur etwa 10 %. Im Alltagsleben sind die meisten Patienten schmerzfrei. In bestimmten Situationen, beispielsweise nach längeren Phasen ohne Bewegung oder Änderungen der Luftfeuchtigkeit, klagt etwa die Hälfte nach vier Jahren über Schmerzen. Bei bis zu 30 % der Patienten ist nach vier Jahren ein Gelenkerguss, oft zusammen mit einer Meniskusläsion, diagnostizierbar. Letzteres ist meist eine Folge von Unfällen, die aus der Instabilität des Gelenkes resultieren. Zur frühzeitigen Erkennung von möglichen Komplikationen ist bei der konservativen Therapie eine regelmäßige Überwachung des betroffenen Kniegelenks notwendig. Eine chirurgische Behandlung ist dann jederzeit möglich.
Bei komplexen Kniebandverletzungen wie z. B. sogenannten Knieluxationen, knöchernen Ausrissen des vorderen Kreuzbands, zusätzlichen Läsionen im Meniskus, fehlender muskulärer Kompensation nach intensiver Physiotherapie, sowie bei jüngeren leistungsorientierten Sportlern wird normalerweise eine operative Behandlung durchgeführt.

### Operative Behandlung des vorderen Kreuzbandrisses

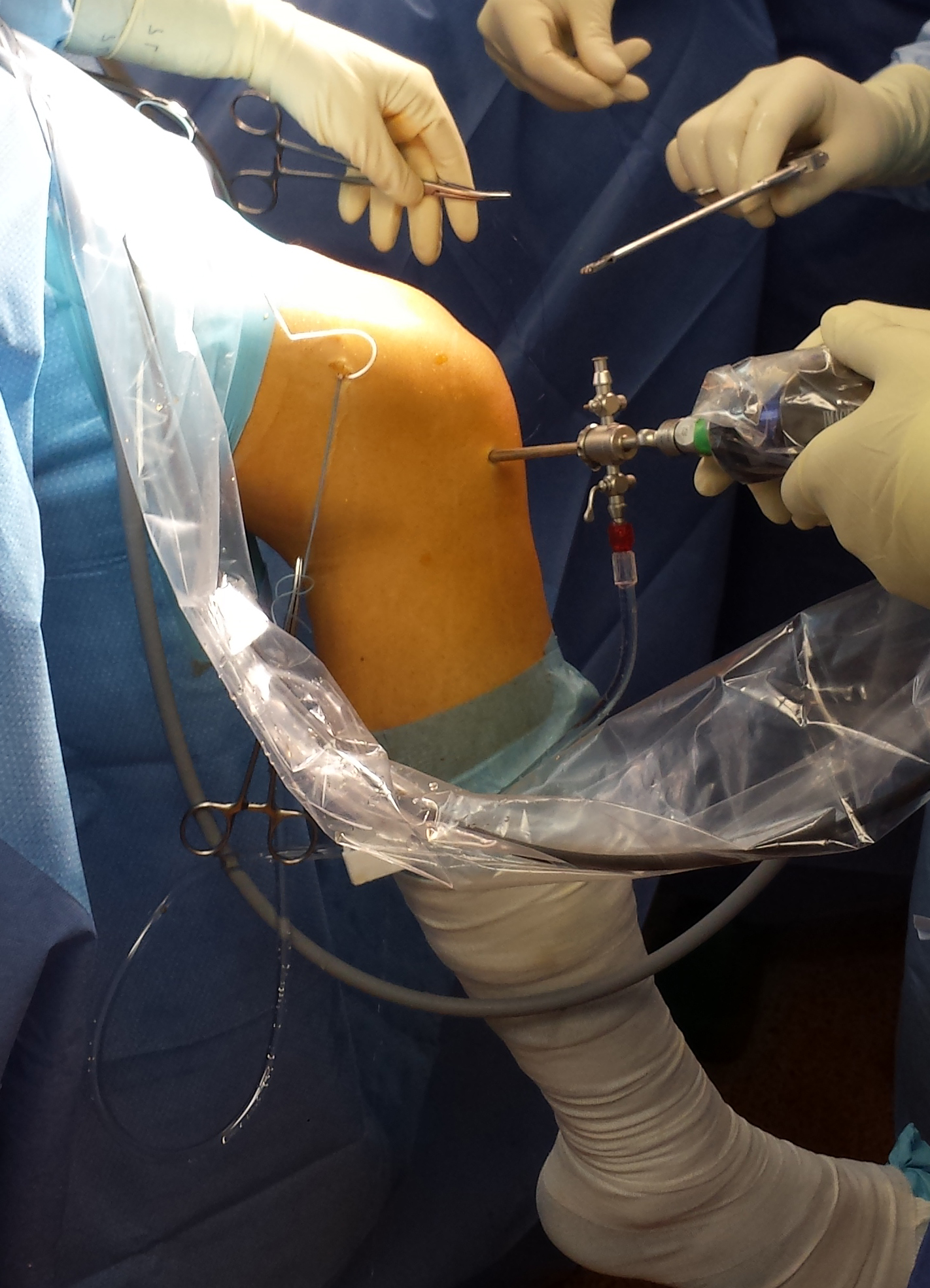
Durchführung einer arthroskopischen Operation am Kniegelenk

In den 1970er bis 1980er Jahren lag die Altersgrenze für Operationen zur Rekonstruktion des vorderen Kreuzbandes bei etwa 35 Jahren. Dies lag an den noch eingeschränkten operativen Möglichkeiten mittels Arthroskopie und minimalinvasiven Instrumenten sowie den damals verfügbaren Implantaten. Heute gibt es keine Altersgrenze mehr. Der Zustand des betroffenen Knies, die Ansprüche des Patienten und seine Motivation sind die wesentlichen Einflussgrößen für die Entscheidung für oder gegen eine operative Behandlung. In den meisten Fällen besteht aus medizinischer Sicht bei einem Kreuzbandriss kein unmittelbarer Bedarf für eine sofortige chirurgische Intervention. Eine frische Ruptur wird beim Kreuzbandersatz nach einem Physiotherapiezyklus – das sind in der Regel etwa sechs bis acht Wochen nach der Verletzung – operiert. Das Knie ist dann normalerweise wieder vollständig abgeschwollen. Wird eine kreuzbanderhaltende Methode in Erwägung gezogen, muss die Operation innerhalb von drei Wochen nach dem Unfallereignis durchgeführt werden. In einigen Fällen erfolgt eine operative Behandlung erst mehrere Monate nach der Kreuzbandruptur. Beispielsweise dann, wenn eine zunächst nur geringe Instabilität des betroffenen Knies bei Patienten in der Folge zu Beschwerden führt. In den skandinavischen Ländern Norwegen, Dänemark und Schweden beträgt die Zeit zwischen Ruptur und Operation im Mittel sieben, neun und zehn Monate, in den Vereinigten Staaten dagegen 2,4 Monate. Der Interquartilsabstand geht in den USA von 1,2 bis 7,2 Monaten und in Norwegen von 4,2 bis 17,8 Monaten.
Einige neuere Studien kommen zu dem Ergebnis, dass bereits sechs Monate nach einer Kreuzbandruptur ohne operative Intervention degenerative Erscheinungen an den Menisken der betroffenen Knie zu beobachten sind, so dass die Autoren zur Reduzierung der Risiken eine Rekonstruktion innerhalb eines Jahres empfehlen.
Die entscheidende Indikation für eine Operation ist die Instabilität des Kniegelenkes. Diese führt ohne Stabilisationsoperation zu Meniskusschäden und letztendlich zu einer sekundären Arthrose des Gelenkes. Es sind vorwiegend sportlich aktive Menschen in jüngeren Altersstufen betroffen, wobei in den letzten Jahren auch die Generation der über 50-jährigen einen Anstieg an Kreuzband-Sportverletzungen in Deutschland zu verzeichnen hatte. Besteht ferner für die Betroffenen eine berufliche Einschränkung (z. B. Handwerksberufe), so ist auch hier die Operation notwendig.
Die klinischen Resultate der operativen Behandlung von Rauchern sind signifikant schlechter als diejenigen von Patienten, welche auf Tabakkonsum verzichten. Entscheidend ist hier die Verringerung der Sauerstoff-Spannung im Gewebe und damit die Verschlechterung der natürlichen Heilungsvorgänge.
Die nachfolgenden Techniken beziehen sich alle auf den Erhalt oder die Rekonstruktion des vorderen Kreuzbandes. Operationen des hinteren Kreuzbandes sind vergleichsweise selten. Sie werden am Ende dieses Absatzes aufgeführt.
Standardverfahren ist weiterhin die Kreuzbandplastik mit Einsatz eines autologen (körpereigenen) oder Allograft- (von einem menschlichen Spender stammenden) Sehnenimplantats, das das Kreuzband möglichst anatomisch exakt ersetzt.

#### Kreuzbandplastik

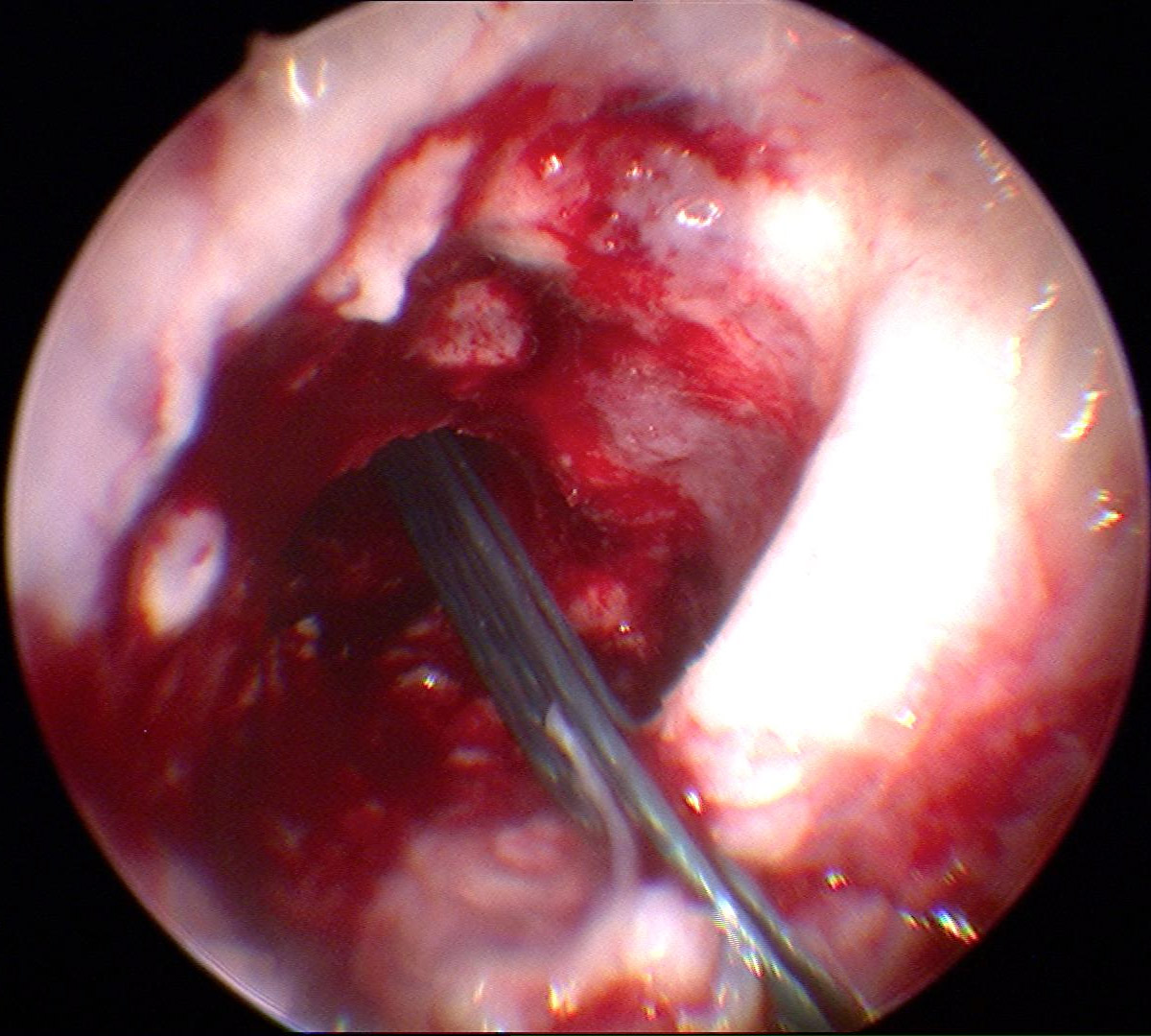
Arthroskopische Rekonstruktion des vorderen Kreuzbandes des rechten Knies. Die hier verwendete Semitendinosussehne ist ein Autograft, das als Dreifachbündel eingesetzt wird.

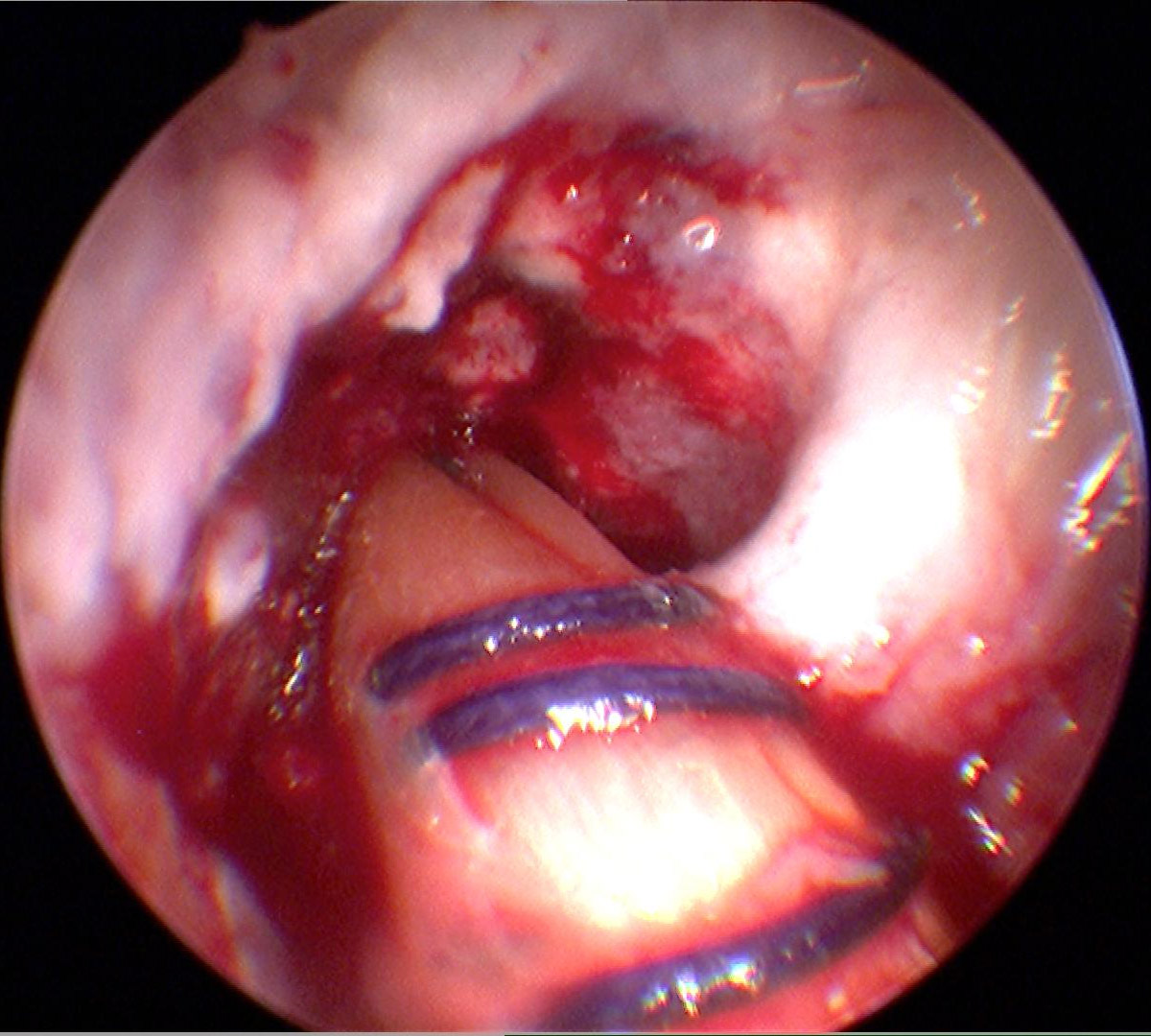
Mit einem Faden wird das Transplantat durch den gebohrten Kanal des Oberschenkelknochens und Schienbeins gezogen. Der Faden zieht hier das Sehnenbündel in Richtung des oberen Kanals zwischen den Gelenkköpfen.

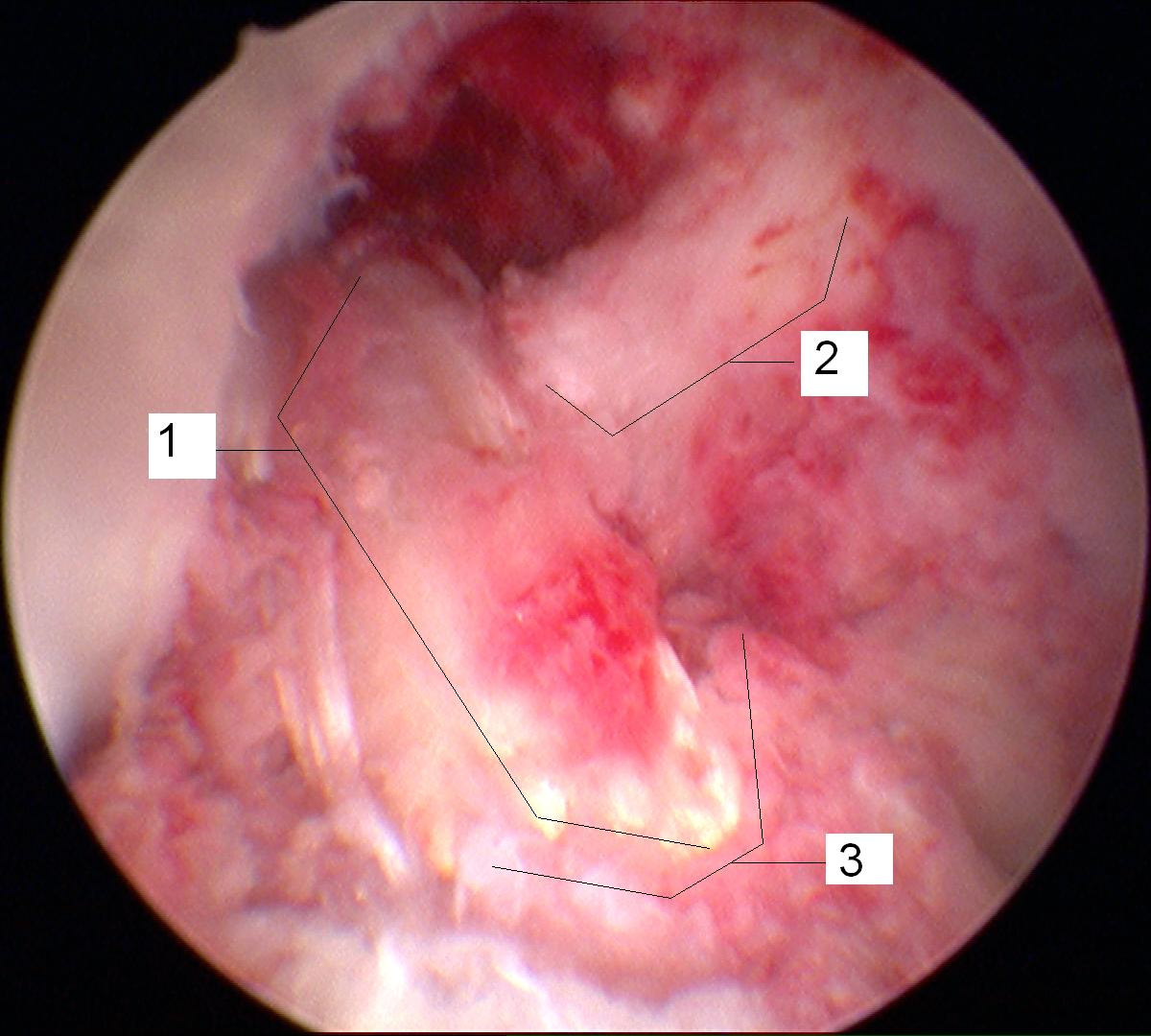
Das Transplantat (1) zieht sich vor dem hinteren Kreuzband (2) nach oben und nach hinten. Reste des gerissenen vorderen Kreuzbandes (3).

Am Häufigsten werden die Operationstechniken einer Rekonstruktion des gerissenen Kreuzbandes durchgeführt. Die Reste des zerrissenen Bandes werden dazu femoral komplett und tibial mit gutem Rest entfernt und durch ein neues Band ersetzt. Das neue Band kann aus körpereigenem Gewebe (autolog) oder aus dem Gewebe von Verstorbenen (allogen) oder einer anderen Spezies (xenogen) sein.
Während noch in den 1980er Jahren meist sofort oder zumindest kurzfristig nach der Verletzung eine Operation durchgeführt wurde, wird seit den 1990er Jahren das „zweizeitige“ Vorgehen bevorzugt. Nach klinischer Untersuchung, oft gestützt durch den Befund einer Magnetresonanztomographie (MRT), wird die Arthroskopie mit Resektion des gerissenen Kreuzbandes und Versorgung von allfälligen Meniskusverletzungen als Vorbereitung für die zweite Operation (Kreuzbandplastik) vorgenommen. Nach der Arthroskopie folgt eine physiotherapeutische Behandlung zur Abschwellung des Knies und Kräftigung der Muskulatur. Nach Abklingen der Symptomatik wird zirka sechs Wochen nach Erstarthroskopie die eigentliche Kreuzbandoperation durchgeführt.
Diese zweizeitige Methode wird bis heute von einigen Operateuren fortgeführt. Als Argument werden bei „Sofortoperationen“ eine höhere Rate an Arthrofibrosen und damit längere Rehazeiten und mögliche Bewegungseinschränkungen angenommen.
In den letzten Jahren wird – dank besser standardisierter Methoden und aufgrund aktueller Studien, aber auch zwecks möglicher Abkürzung des Behandlungsverfahrens – wieder „einzeitig“ operiert. Dabei wird der Stumpf des gerissenen Kreuzbandes am Schienbeinkopf meist nur noch partiell entfernt; Dadurch kann ein Teil der Propriozeption des Bandes auf das neue Konstrukt übertragen werden. Klinisch gesicherte Kreuzbandverletzungen können – insbesondere bei Hochleistungs- und Profisportlern – unmittelbar nach der Verletzung auch sofort versorgt werden, soweit das Knie noch weitgehend entzündungsfrei ist.
Bei allen Rekonstruktionstechniken wird versucht, die Eigenschaften des ursprünglichen Kreuzbandes so gut wie möglich wiederherzustellen. Das vordere Kreuzband hat eine multiaxiale Faserstruktur. Keines der derzeit verwendeten Transplantate erreicht diese Struktur. Allen Implantaten für die Rekonstruktionen fehlt prinzipiell die Propriozeption. Ein gesundes Kreuzband hat Mechanorezeptoren, die den Transplantaten fehlen. Über die Mechanorezeptoren können afferente Signale zum Rückenmark geleitet und Motoneuronen über die γ-Spindelschleife entladen werden. Dieser Regelkreis beeinflusst den Bewegungs-, Kraft- und Stellungssinn des Kniegelenkes und ist ein wichtiger Faktor für dessen Stabilität. Die gesamte Propriozeption des betroffenen Knies ist durch den Verlust der Sensorik deutlich verschlechtert. Deshalb erreicht keine derzeit bekannte Operationstechnik nach der Rekonstruktion des Kreuzbandes die Qualität des unverletzten Bandes. Darüber, welche Technik beziehungsweise welches Transplantat den Eigenschaften eines unverletzten Kreuzbandes am nächsten kommt, wird kontrovers diskutiert.

##### Transplantatauswahl
Bei den verwendeten Transplantatmaterialien, die das gerissene vordere Kreuzband ersetzen sollen, haben sich seit den 1980er Jahren und nach Versuchen mit unterschiedlichsten synthetischen Materialien im Wesentlichen körpereigene (autologe) Transplantate durchgesetzt. Zurzeit kommen hauptsächlich freie mehrsträngige Sehnentransplantate aus der Pes-anserinus-Gruppe (Semitendinosussehne oder Semitendinosus- und Gracilissehne, auch als Hamstring oder STG – für Semitendinosus-Gracilis-Graft – bezeichnet) zum Einsatz, alternativ das Kniescheibenband (auch als BTB – für Bone-Tendon-Bone – bezeichnet, da ein Anteil der Kniescheibensehne zusammen mit zwei Knochenblöcken entnommen wird) und als Alternative nach Studien mit sehr guten Ergebnissen die Quadrizepssehne. So empfiehlt es auch die Leitlinie der Deutschen Gesellschaft für Unfallchirurgie. Die Transplantatwahl ist in Fachkreisen das seit Jahren am meisten diskutierte Thema der Kniechirurgie.
Kaum verwendet werden Streifen aus dem Tractus iliotibialis oder der Faszie des Musculus gastrocnemius. Aufgrund der Morbidität und Invasivität bei den körpereigenen Sehnentransplantaten könnten synthetische Bandersatzmaterialien oder Leichen-Transplantate eine naheliegende Alternative sein.
In den Vereinigten Staaten wurden im Jahr 2006 einer Studie zufolge etwa 46 % aller vorderen Kreuzbandplastiken mittels BTB-Technik, 32 % mittels Hamstring und 22 % per Allograft realisiert. In Europa werden im Jahr 2014 dagegen Rekonstruktionen in 84–90 % mit Hamstring-Sehnen und nur in 10–14 % der Operationen mit der Kniescheibensehne durchgeführt; die Verwendung von Allografts oder künstlichen Bändern spielt in Europa mit ca. 1,4 % keine Rolle.
Kniescheibensehne

Bei der Kniescheibensehne (fachsprachlich: Patella(r)sehne, Ligamentum patellae) handelt es sich um eine sehr große und starke Sehne, die allerdings nur halb so elastisch ist wie das natürliche eigene Kreuzband.
Bei der Rekonstruktion des Kreuzbandes mittels autologer Transplantation der Kniescheibensehne wird diese mit anhängenden Knochenteilen entnommen und durch verbreiterte Kanäle (8–10 mm Durchmesser) im Schienbein beziehungsweise Oberschenkelknochen gezogen. Die Länge des oberen und unteren Knochenblocks beträgt jeweils etwa 20 mm. Die stabilste Verankerung der Knochenenden des autologen Transplantats (englisch graft = Transplantate ohne Blutversorgung, weshalb sowohl hier als auch bei der im folgenden Abschnitt näher erläuterten Semitendinosustechnik von autograft gesprochen wird, mit altgriechisch αὐτός = selbst) wird durch die Fixation mit sogenannten Interferenzschrauben erreicht. Diese ist besonders wichtig im Hinblick auf eine frühe funktionelle Mobilisierung.
Die Unterstützung nach der Operation mittels einer orthopädietechnischen Schiene (Orthese) ist häufig nicht nötig, so dass die Gefahr der Muskelatrophie geringer ist als bei anderen Verfahren. Dieser Vorteil ist insbesondere für Sportler interessant, die eine frühzeitige Rückkehr zu alter Leistung wünschen. Der entscheidende Nachteil der Patellarsehne als Transplantat ist die ausgeprägte lokale Beschwerdesymptomatik an der Entnahmestelle, die besonders bei knienden Tätigkeiten wie z. B. bei Plattierern gegen ihre Verwendung spricht.
Da die Kniescheibensehne nur halb so dehnbar ist wie das eigentliche Kreuzband, kann es bis zu 18 Monate dauern, bis wieder an sogenannten „Stop-and-go“-Sportarten teilgenommen werden kann.
Semitendinosussehne

Schematische Darstellung der Funktion eines Endobuttons.
Mit dem Zugfaden wird der Endobutton mit dem Transplantat durch den Bohrkanal gezogen und anschließend durch Zug am Kippfaden fixiert.

Schematische Darstellung der Fixierung eines Endobuttons mit Schlaufe am Knochen-Sehnen-Knochen-Transplantat.

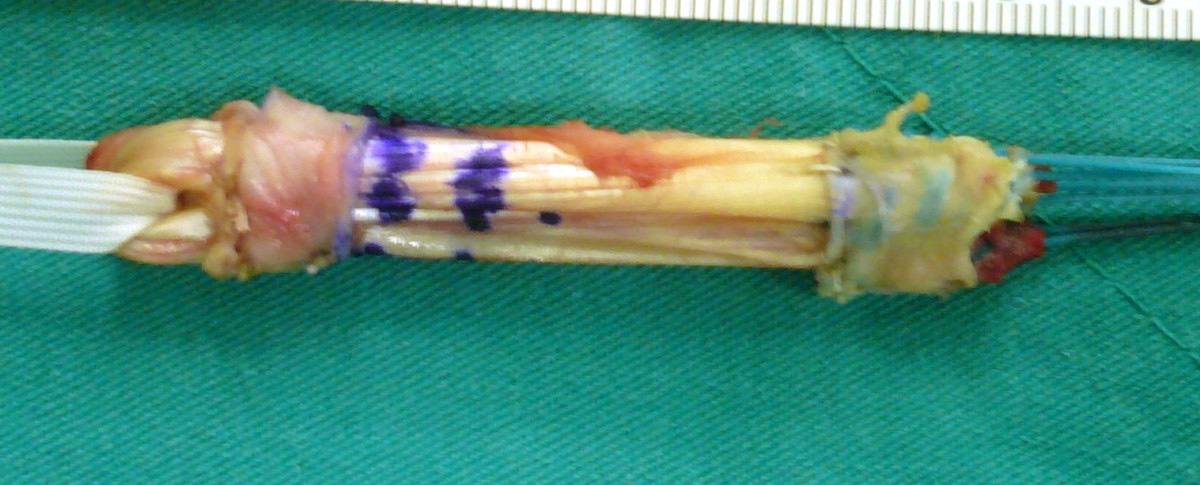
Implantat aus der Sehne des Musculus semitendinosus, ein sogenannter Hamstring.

Der halbsehnige Muskel (Musculus semitendinosus) zieht an der zur Mitte zeigenden Seite vom Kniegelenk zum Oberschenkelknochen und ist Bestandteil des sogenannten „Gänsefußes“ Pes anserinus superficialis, der zusätzlich aus den Sehnen des Musculus gracilis und Musculus sartorius gebildet wird.
Die Sehne (Transplantat) wird durch einen anteromedialen Schnitt auf dem Schienbein, knapp unterhalb des Knies, mittels eines sogenannten tendon stripper oder ring stripper (Sehnenschneider, engl. auch harvester von to harvest = ‚ernten‘) entnommen. Je nach Länge wird die Sehne drei- oder vierfach mit einer bestimmten Fadentechnik zusammengelegt und mit dem eingeflochtenen Fadenkonstrukt zum Oberschenkel geführt und dort ebenfalls befestigt. Seit Beginn des 21. Jahrhunderts ist eine minimalinvasive Technik zur leichteren und schnelleren Entnahme der Sehne aus der Kniekehle, bei besseren kosmetischen Resultaten, vorhanden.
Die Semitendinosussehne ist vierfach gelegt stärker als die Kniescheibensehne. Diese Technik war der Kniescheibensehnentechnik bis etwa zum Jahre 2003 ebenbürtig. Seitdem etabliert sich diese Technik als sogenannter „Goldstandard“, da vor allem die Entnahmestelle weniger schmerzhaft verheilt. Wenn die Semitendinosussehne zu kurz oder zu dünn ist, wird zusätzlich die Gracilissehne entnommen (STG-Technik: Semitendinosus- und Gracilissehne). Das Transplantat wird dadurch aber nicht belastbarer. Manche Operateure entnehmen immer beide Sehnen. Insbesondere für die Plastik des hinteren Kreuzbandes werden sowohl Semitendinosus- als auch Gracillissehne benötigt, was besonders im Fall einer zusätzlich zu versorgenden Außenbandinstabilität die Entnahme von der Gegenseite notwendig macht. Die Entnahme der Semitendinosus-Sehne als Kreuzbandtransplantat bedeutet immer auch eine Schwächung der medialen Stabilisierung des Kniegelenks, sodass bei vorliegender zusätzlicher Verletzung des medialen Seitenbandkomplexes eher auf eine Quadricepssehne ausgewichen werden sollte.
Die modernste OP-Technik war vorübergehend die Doppel-Bündel-Technik (double bundle technique). Dabei werden mittels vier Knochenkanälen zwei Bündel (anteromedial und posterolateral) in das Knie eingesetzt. Durch die bessere Nachahmung der Anatomie ergeben sich stabilere Ergebnisse. Dieses Verfahren ist allerdings technisch anspruchsvoll und wurde (2010) nur in spezialisierten Zentren durchgeführt. Die Fixation der beiden Transplantate erfolgt ausschließlich extraartikulär durch Endobuttons.
Quadrizepssehne

Dem oben genannten Prinzip folgend wird oberhalb der Kniescheibe ein Teil der Sehne des vierbäuchigen Oberschenkelmuskels (eventuell bei Bedarf auch einschließlich eines Kniescheiben-Knochenzylinders) entnommen und in oben gezeigter Weise als Kreuzband implantiert. Die Implantation kann entsprechend der Verwendung des Semitendinosus durchgeführt werden. Vorteil sind die im Vergleich zur Gracilissehne stärkeren Sehnen. Im Vergleich zur Patellasehne bestehen deutlich geringere Schmerzen beim Knien, da der Druck nicht auf der Narbe lastet. Nachteilig ist, dass nach der Operation häufig ein Muskelschwund des Musculus quadriceps femoris auftritt. Die Quadrizepssehne wird bisher nur von relativ wenigen Chirurgen zur Rekonstruktion des Kreuzbandes verwendet. Ihre Verwendung hat aber vor allem in der Revisionschirurgie nach Versagen eines Semitendinosus-Transplantes ihre Bedeutung unterstrichen.
Allograft

Bei einem sogenannten Allograft handelt es sich um ein Leichen-Transplantat. Hierfür kommen neben den drei zuvor genannten Sehnen auch präparierte Achillessehnen und die Tibialis-anterior-Sehne in Frage. Ein positiver Effekt bei der Verwendung eines Allografts ist, dass es zu keiner Entnahmemorbidität kommen kann. Weitere Vorteile sind die kürzere Operationszeit, kleinere Operationsnarben und Reduzierung der postoperativen Schmerzen. Ursprünglich wurden Allografts nur bei Revisionseingriffen und für die Rekonstruktion des hinteren Kreuzbandes verwendet. Mittlerweile kommen Allografts vermehrt auch zur primären Rekonstruktion des vorderen Kreuzbandes zum Einsatz.
Verwendet werden unbehandelte tiefgefrorene Transplantate. Die ursprünglich angewandten Verfahren zur Sterilisation ({\displaystyle \gamma }-Strahlung oder Ethylenoxid) schädigten das Transplantat in seinen biomechanischen Eigenschaften oder führten zu Abstoßungsreaktionen.
Bei den unbehandelten Transplantaten ergibt sich jedoch die HIV-Problematik. Die in Deutschland transplantierten Allografts stammen vor allem aus klinikeigenen Beständen oder von Eurotransplant, da Handel und Vertrieb von Organteilen in Deutschland gesetzlich verboten sind. Die hirntoten Lebendspender werden unter anderem auf das HI-Virus hin untersucht. Das Risiko einer Infektion des Empfängers beschränkt sich somit auf den Zeitraum der „diagnostischen Lücke“ und wird als sehr gering eingestuft.
Die tiefgefrorenen Allografts lösen keine Abstoßungsreaktion aus. Eine Reihe von Studien bescheinigt den Allografts ähnliche Werte wie den autologen Transplantaten, sowohl in der Kurz- als auch Langzeitbetrachtung. Qualitativ stehen Allografts autologen Transplantaten in nichts nach. Ob ein autologes oder ein allogenes Transplantat zur Rekonstruktion eines Kreuzbandes verwendet wird, ist letztlich eine Entscheidung von Arzt und Patient. Ein wesentliches Problem ist dabei, dass es viel zu wenige Spender für Allografts gibt, um den Bedarf auch nur annähernd decken zu können.
Synthetische Rekonstruktionsmaterialien

Synthetische Kreuzbandprothesen, das heißt Implantate beispielsweise aus Kohlenstofffasern, Polyester, Polypropylen, Gore-Tex oder Rinderkollagen, wurden vor allem in den 1980er Jahren verwendet. Sie werden wegen der unzureichenden biomechanischen Eigenschaften und einer erhöhten Anzahl von intraartikulären Komplikationen nicht mehr verwendet. Bei diesen Komplikationen handelte es sich meist um Gelenkergüsse und reaktive Synovitiden (Entzündungen der inneren Schicht der Gelenkkapsel). Die Komplikationen wurden vor allem durch Abriebpartikel hervorgerufen, die im Gelenk zu Fremdkörperreaktionen führen. Die Versagerquote lag bei diesen synthetischen Kreuzbandprothesen zwischen 40 und 78 Prozent.

##### Befestigung des Transplantats

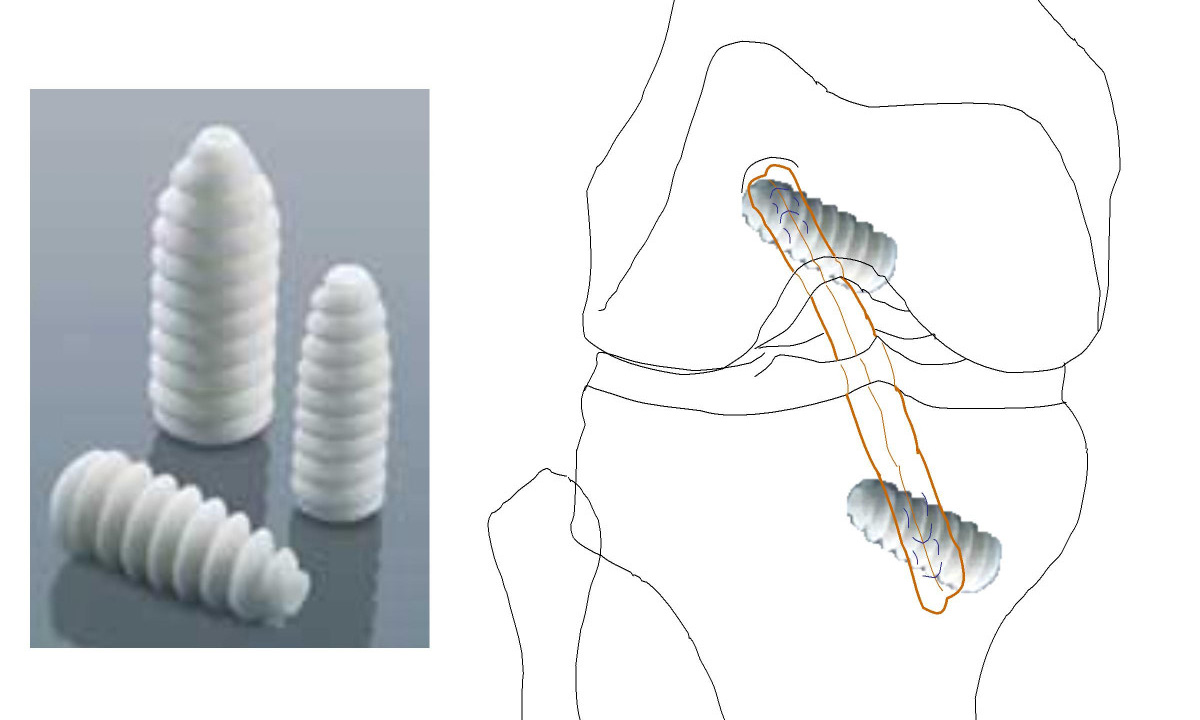
Autoresorbierbare Interferenzschrauben und ihre Positionierung bei der Rekonstruktion des vorderen Kreuzbandes.

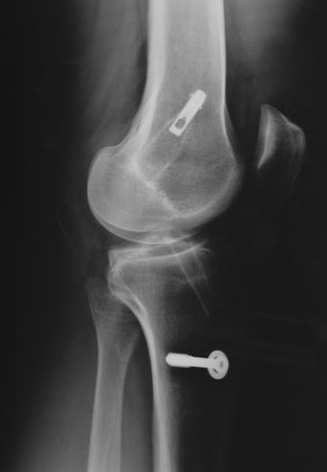
Röntgenaufnahme einer Rekonstruktion des vorderen Kreuzbands. Deutlich sichtbar die Titanschrauben zur Befestigung des Implantates sowie die gebohrten Knochenkanäle.

In den frühen 1990er Jahren wurden die Kniescheibensehnen-Transplantate mit sogenannten Titan-Interferenzschrauben als Fixation an beiden Enden des Transplantates, teilweise auch nur einseitig verschraubt und am Oberschenkelknochen mit einem sogenannten Endobutton, der durch das Transplantat „gefädelt“ wird, befestigt. Der Endobutton besteht aus einer Schlaufe aus einem nichtresorbierbaren Fadenmaterial mit einem Titan-Kipp-Knopf (Vierlochplatte), der nach der Durchführung durch den Knochenkanal verkippt wird. Später wurden die Titanschrauben durch die heute verwendeten sogenannten Bio-Screws („Bio-Schrauben“, das sind autobioresorbierbare Interferenzschrauben) ersetzt, die einen erneuten Eingriff zur Materialentfernung unnötig machen. Diese Schrauben bestehen aus abbaubaren Polymeren, wie beispielsweise Poly-L-Lactid (PLLA) oder Poly-(L-co-D/L-Lactid) (PLDLLA). Ebenso kann eine Hybridtechnik aus Bio-Schraube (als intraartikuläre Fixation) und femorale/tibialen Endobuttons (als extraartikuläre Fixation) durchgeführt werden. Bei der sogenannten „Press-Fit-Technik-Fixation“, die um das Jahr 1995 aufkam, kann auf die Schraubenfixation bei der BTB-Technik (Knochen-Sehne-Knochen-Technik) völlig verzichtet werden. Hierbei werden die Knochenenden konisch zugerichtet, sodass ein festes Verkanten in den Bohrkanälen gewährleistet ist. Ab 1996 kamen Operationsroboter auf, die den Bohrkanal automatisch mit einem Diamantfräskopf erzeugten. Sie konnten sich nicht durchsetzen, weil sie keine eindeutig besseren operativen Ergebnisse hervorbrachten und hohe Kosten (personal- und apparateintensiv) verursachten.
Bei Semitendinosus- und Gracilistransplantaten (STG) werden meist Bio-Screws für die Befestigung genommen. Seit Ende der 1990er Jahre ist auch hier eine implantatfreie Fixation möglich. Bei dieser Technik wird in das Semitendinosus- und Gracilissehnen-Transplantat am Ende geknotet und der femurale Kanal in Richtung Gelenk etwa 4 mm schmaler aufgebohrt, als an der gelenkfernen Stelle. Das Transplantat wird über die femorale Bohrung in das Gelenk eingesetzt. Dabei sitzt der Knoten des Transplantates vor dem schmaleren Teil des Kanals auf. Messungen ergaben, dass die Gelenksteifigkeit und die maximale Last ähnliche Werte wie bei anderen Techniken erreicht. Durch die Knotung der Sehnenenden sind Interferenzschrauben (Implantate) überflüssig. Die Protagonisten der implantatfreien Fixation sehen darin einen Kostenvorteil. Da keine Implantate verwendet werden, können auch keine Probleme mit diesen Materialien auftreten. Nachteilig ist jedoch der erheblich größere Kanal im Oberschenkelknochen.
Bei der Fixierung der Transplantate mit Interferenzschrauben ist es zur Vermeidung des sogenannten „Bungee-Effektes“ und des „Scheibenwischer-Effektes“ wichtig, dass die Fixierung nahe an den Gelenkflächen erfolgt.

##### Morbidität und Invasivität der Transplantatentnahme
Die Qualität und Technik der rekonstruierten Kreuzbänder wurde seit der ersten Kreuzbandplastik 1917 stetig verbessert und weist heute sehr hohe Erfolgsraten auf. Die hohen Erfolgsraten im Bereich von etwa 90 % verändern die Anspruchshaltung der Patienten. Ein Nebenaspekt der autologen Transplantate gewinnt daher zunehmend an Bedeutung: die Morbidität und Invasivität der Transplantatentnahme. Sie hat mittlerweile einen erheblichen Einfluss auf die Zufriedenheit der Patienten, die vor allem durch Schmerzen und Beweglichkeit bestimmt wird.

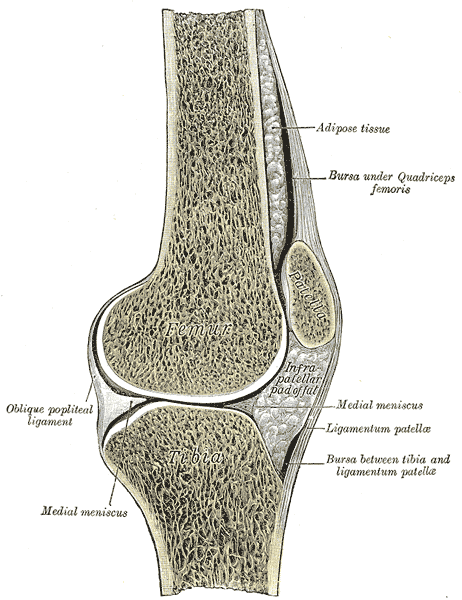
Sagittalschnitt des Kniegelenks mit Darstellung des Hoffa-Fettkörpers (Corpus adiposum infrapatellare, oben rechts). Verletzungen des Hoffa-Fettkörpers können bei der Entnahme der Kniescheibensehne zu Komplikationen führen.

Die Entnahme der Kniescheibensehne ist häufig schmerzhafter als die der anderen autologen Sehnen. Bis zu 60 % der Patienten klagen über Schmerzen beim Knien. Für Patienten mit häufigen knienden Tätigkeiten wird deshalb meist vom Patellasehnen-Transplantat abgeraten. Den Schmerz im Knie verursachen das Patellaspitzensyndrom, Patellatendinitis, patellofemorale Krepitation und infrapatelläre Kontrakturen. Die Häufigkeit dieser Symptome variiert und liegt je nach Studie zwischen 4 und 40 % der Patienten.
Eine wesentliche Ursache für die Komplikationen sind offenbar Verletzungen des Hoffa-Fettkörpers, die zu einer narbigen Kontraktur (Verkürzung der Patellasehne) und einer Fibrose führen können. Dies führt wiederum zu einer eingeschränkten Beweglichkeit der Patellasehne und ihrem Festsitzen an der Vorderkante des Schienbeinknochens. Dass sich die Patellasehne nach der Entnahme des Transplantates verkürzt, wird in einer Reihe von Studien beschrieben. Die Verkürzung kann im Bereich zwischen 2 und 7 mm liegen. Eine zu starke Verkürzung der Patellasehne kann zu einer patellofemoralen Arthrose führen.
In Einzelfällen sind Fissuren der Kniescheibe beobachtet worden, die unter hoher Belastung zum Knochenbruch (Fraktur) derselben führen können. Das Risiko für eine Patellafraktur liegt im Bereich von 0,1 bis 3 %. Durch eine sorgfältige Entnahme des Transplantates lässt es sich weiter minimieren. Wird bei der Entnahme des patellären Knochenblocks beispielsweise eine Hohlfräse verwendet, so wird auch das Risiko der Bildung von Sollbruchstellen vermieden. Die Wahrscheinlichkeit einer Patellasehnenruptur ist durch die Entnahme der Kniescheibensehne erhöht.
Auch die Entnahme einer Semitendinosussehne (Hamstring) zur Rekonstruktion des vorderen Kreuzbandes kann zu Komplikationen führen. So wird beispielsweise die Beugekraft der ischiokruralen Muskulatur in den ersten Monaten nach der Entnahme der Sehne reduziert. Auch das Auftreten von patellofemoralen Schmerzen wird von einigen Patienten bei dieser Transplantationsmethode beklagt. Die Ursachen für die Schmerzen sind offensichtlich ein gestörter patellofemoraler Bewegungsablauf im betroffenen Knie sowie die Verkürzung der Quadrizepsmuskulatur durch die Entnahme des Hamstrings. Durch die Entnahme der Semitendinosussehne entstehende Schmerzen sind eher selten und dann auch nur von kurzer Dauer. Die gleichzeitige Entnahme von Semitendinosus- und Grazilissehne kann die Innenrotation des Kniegelenkes längerfristig stören. Die Hamstringsehnen können nach Befunden einzelner Untersucher nach der Entnahme des Transplantates weitgehend vollständig regenerieren. Sie verändern aber meist ihre Lage und sind dann etwas näher zum Körper gelegen (proximal).
Der Anteil an Operationen, bei denen die Quadrizepssehne zur Rekonstruktion des Kreuzbandes verwendet wird, ist bisher noch recht gering. Entsprechend schlecht ist die Datenlage zur Morbidität der Entnahme dieser Sehne. In den vorhandenen Studien sind die Ergebnisse zum Teil sehr widersprüchlich. Einige Autoren berichten im Vergleich zur Entnahme der Patellasehne von einer deutlich geringeren Entnahmemorbidität, während andere von einer Funktionseinschränkung und deutlichen Schmerzen schreiben.

##### Typischer Ablauf einer Rekonstruktion des vorderen Kreuzbandes
In diesem Beispiel wird der Ablauf der Rekonstruktion des vorderen Kreuzbandes durch Transplantation einer autologen Semitendinosus- und Gracilissehne beschrieben. In den 1980er Jahren wurde die klassische offene Kreuzbandoperation über den Payr-Zugang zunächst durch die Miniarthrotomie abgelöst. Mittlerweile werden nahezu alle Kreuzbandrekonstruktionen minimalinvasiv mittels Arthroskopie durchgeführt. Nur in Ausnahmefällen, beispielsweise bei sehr komplexen Knieverletzungen, erfolgt eine offene Operation.
Anästhesie

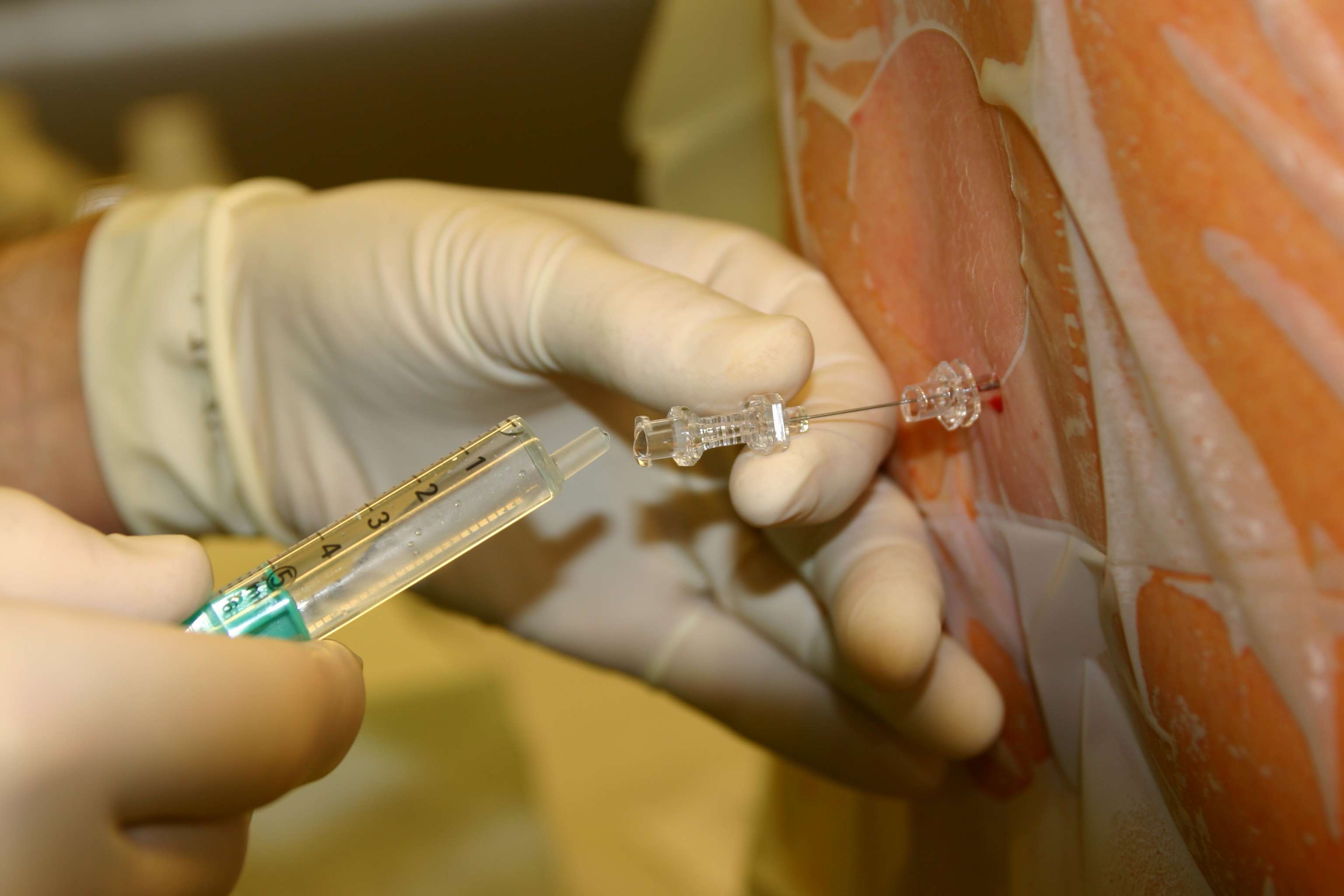
Durchführung einer Spinalanästhesie.

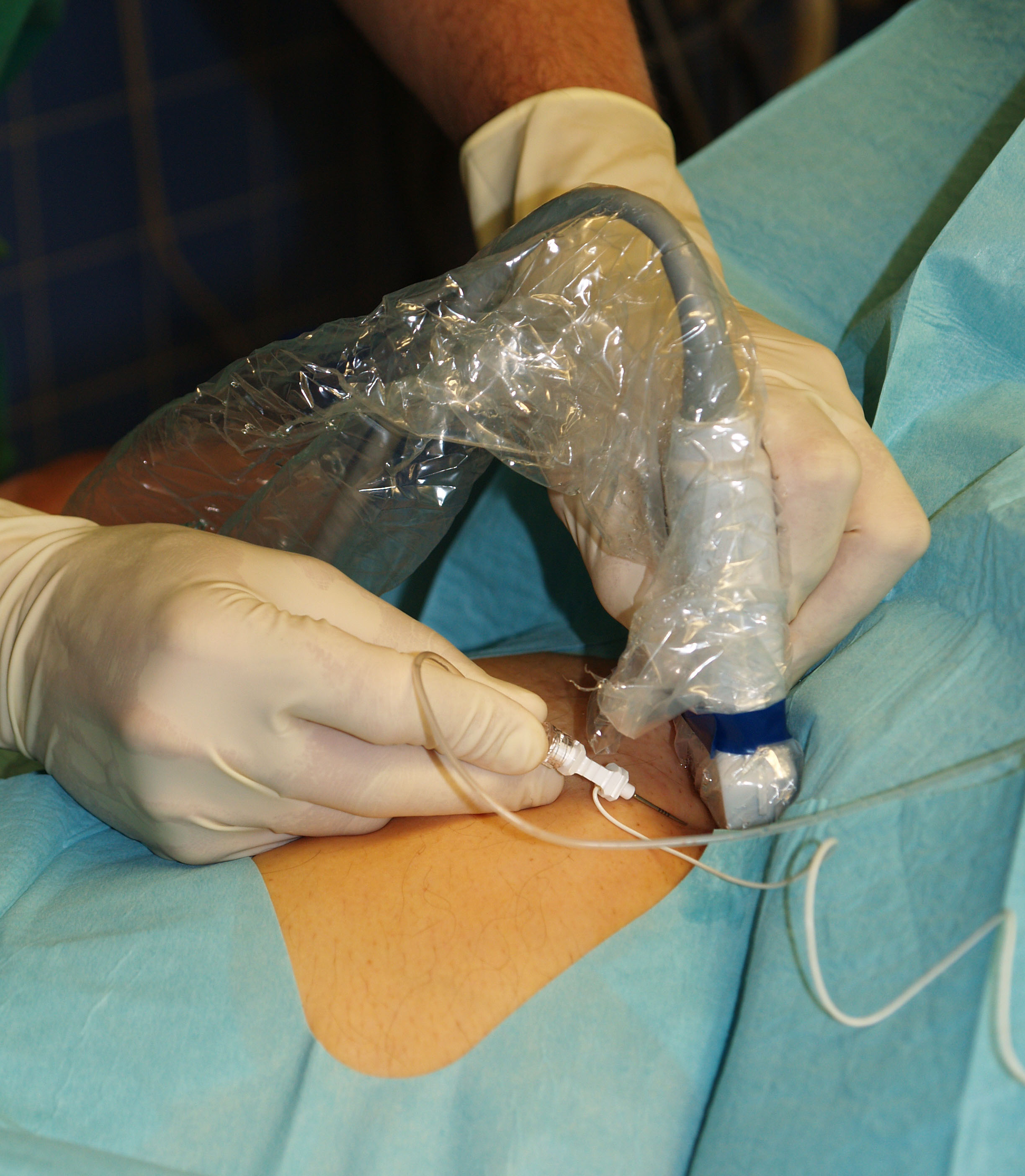
Das Anlegen eines Nervus-Femoralis-Katheters (links) mit Hilfe einer Ultraschallsonde (rechts).

Der Eingriff kann unter Allgemeinanästhesie (Vollnarkose) oder unter Regionalanästhesie erfolgen. Beide Verfahren haben für den Patienten Vor- und Nachteile. Als regionale Verfahren kommen die Spinalanästhesie, die Periduralanästhesie (PDA, Rückenmarksnarkose) und die kombinierte Spinal- und Epiduralanästhesie (CSE) in Frage. Eine andere, häufig zusätzlich zu den genannten Anästhesieformen angewandte Form der Regionalanästhesie ist der Femoraliskatheter. Damit können vor allem die Schmerzen im betroffenen Knie nach der Operation (postoperativ) unterdrückt werden (Nervus-femoralis-Blockade). Dazu wird ein Lokalanästhetikum mit Hilfe eines Katheters in die Nähe des schmerzleitenden Nervs, des Nervus femoralis, gebracht. Eine vollständige Blockade des Knies ist damit alleine jedoch nicht möglich. Die Fasern des N. femoralis verlaufen von der Lendenwirbelsäule aus kommend bis zum Kniegelenk. Ein haarfeiner Schlauch transportiert über eine kleine Dosiereinheit das Schmerzmittel in der Leistengegend an den N. femoralis. Durch die Blockade des N. femoralis wird nicht nur der Schmerz betäubt, sondern auch Gefühl, Kraft und Beweglichkeit des Beins eingeschränkt. Drei bis fünf Tage nach der Operation wird der Katheter entfernt. Durch die Kombination von Femoraliskatheter und Oberschenkelblutsperre bei der Kreuzbandrekonstruktion sind Störungen der Oberschenkel-Muskelfunktion beschrieben.
Arthroskopie

Der eigentliche Eingriff beginnt mit der Einführung des Arthroskops in das Knie des Patienten. Die Diagnose »Kreuzbandriss« kann so nochmals bestätigt werden. Andere Verletzungen, insbesondere des Meniskus, können vor der Rekonstruktion des Kreuzbandes versorgt werden.
Entnahme und Präparation der Sehne

Als erster operativer Eingriff erfolgt die Entnahme der Transplantatsehne. Ein etwa 4 cm langer Hautschnitt am inneren Schienbeinkopf, oberhalb des Pes anserinus, ermöglicht die Entnahme der körpereigenen (autologen) Semitendinosus- oder Gracilissehne oder von beiden Sehnen. Die Sehnen werden mit einem sogenannten „Sehnenstripper“ entnommen und haben eine Länge von etwa 28 cm. Die Sehnen werden auf einer Spezialvorrichtung vorgespannt und als Mehrfachstrang, beispielsweise „Quadruple“, 4-fach miteinander vernäht. Die Länge des Transplantates beträgt dann noch etwa 7 cm und hat einen Durchmesser von mindestens 7 mm. Das Transplantat wird mittels eines Spezialfadens an den vorgesehenen Fixationsvorrichtungen (z. B. Endobutton) fixiert. Der Spezialfaden ist nicht bioresorbierbar.
Entfernung der Kreuzbandreste und Bohren der Knochenkanäle

Arthroskopisch werden die Reste des gerissenen vorderen Kreuzbandes entfernt. Dazu wird ein motorgetriebenes Saug-Schneid-Werkzeug (Shaver) und/oder ein Hochfrequenz-(HF)-Ablationsgerät verwendet. Es empfiehlt sich, am Schienbeinkopf einen Rest vom Stumpf zu belassen, um einen Rest von Proprioception zu erhalten und das Eindringen von Gelenkflüssigkeit in den tibialen Kanal zu minimieren. Mit Hilfe eines Zielgerätes wird die Position zur Bohrung eines Kanals durch den Kopf des Schienbeins anvisiert und anschließend gebohrt. Der Durchmesser des Bohrkanals ist dem Durchmesser des Transplantates angepasst. Durch den Kanal des Schienbeins hindurch, oder präziser heute durch einen zusätzlichen anteromedialen Arthroskopiezugang, wird ein Zielgerät für die Bohrung am Oberschenkelknochen angebracht. Mit Unterstützung dieses Zielgeräts wird ein Kanal in den Oberschenkelknochen gebohrt. Dieser Kanal kann sich nach oben verjüngen (Sackloch) und hat eine Länge von etwa 35 mm. Der breitere Teil des Kanals ist für die Aufnahme des Transplantates, der schmalere für den Durchzug der Transplantataufhängung.
Einziehen des Transplantates

Mit zwei Zugfäden wird das Transplantat von unten nach oben in die Bohrkanäle eingezogen. Mit Hilfe einer Hohlschraube (Transfix-Schraube) wird das Transplantat am Oberschenkelknochen befestigt. Das aus dem Ende des Schienbeinkanals herausragende Ende wird vorgespannt und mit einer Interferenzschraube (Delta-Schraube) durch Verklemmung fixiert. Abschließend werden die Wunden vernäht. Die Operationsdauer liegt typischerweise im Bereich von 45 bis 90 Minuten.
Nach der Operation

Entscheidend für die definitive Funktion ist eine Lagerung direkt postoperativ in Streckposition. Diese sollte 24 Stunden eingehalten werden. Durch diese Lagerung wird ein postoperatives Streckdefizit verhindert, das sich sonst oft ausbildet und zu dessen Beseitigung wochenlange physiotherapeutische Bemühungen notwendig werden können. Am Tag nach der Operation werden üblicherweise die Drainagen aus den Wunden am Knie entfernt. Das operierte Bein darf bis zur fünften Woche nach der Operation nur teilbelastet werden, da das Transplantat in den Bohrkanälen in die Knochen einwachsen muss. Um das in dieser Zeit empfindliche Transplantat zu schützen, wird eine Knieorthese verwendet. Die Rehabilitation kann üblicherweise nach der fünften Woche beginnen.

##### Mögliche Komplikationen nach Rekonstruktionen des vorderen Kreuzbandes
Wie bei jedem chirurgische Eingriff kann es auch bei der Rekonstruktion der Kreuzbänder mit den beiden heute üblichen Transplantaten (Patellasehne und Hamstring) zu Komplikationen kommen. Zu den allgemeinen Risiken bei Operationen, wie beispielsweise Blutungen, Wundinfektionen, Störungen der Wundheilung, Thrombosen, Verletzungen von Gefäßen oder Nerven, addieren sich spezifische Komplikationen. Je nach Autor werden unterschiedliche Komplikationsraten von bis zu 26 Prozent angegeben. Die häufigsten Komplikationen sind das Versagen des Transplantates, beispielsweise durch Ausriss, Re-Ruptur oder Lockerung, und vor allem Bewegungseinschränkungen des Kniegelenks.
Zu den Komplikationen kann auch die zuvor gezeigte Morbidität der Transplantatentnahme gerechnet werden.
Bewegungseinbuße

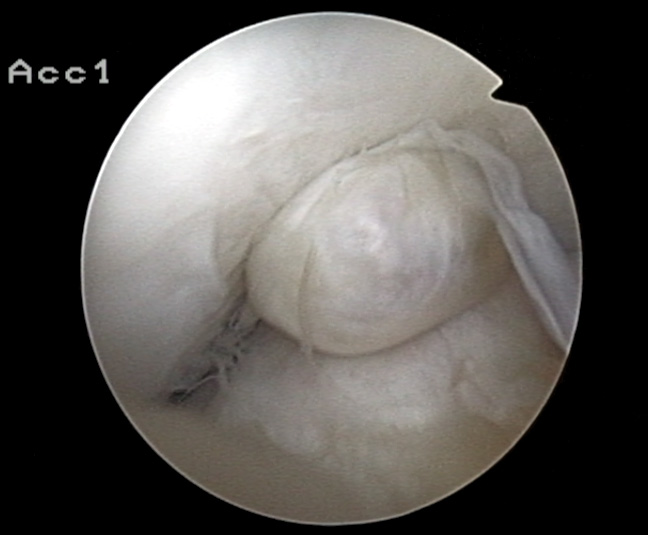
Arthroskopische Aufnahme eines Zyklops im Knie eines Patienten.
Ein Zyklops ist eine sekundäre Arthrofibrose und eine mögliche Komplikation einer Kreuzbandrekonstruktion. Bei etwa 2 Prozent aller Patienten ist nach einer Kreuzbandrekonstruktion ein Zyklops die Ursache für eine Einbuße der Beweglichkeit bei der Streckung des Kniegelenks.

Bewegungseinbuße ist eine schwerwiegende Komplikation nach der Rekonstruktion des vorderen Kreuzbandes. Sie liegt definitionsgemäß dann vor, wenn bei der Streckung des Beines ein Winkel von 10° nicht unterschritten und bei der Beugung ein Winkel von 125° nicht überschritten werden kann. Der Verlust der Streckfähigkeit des Gelenkes ist häufiger als der der Beugefähigkeit und zudem für den Patienten auch schwerwiegender. Die Ursache für Bewegungseinbußen ist meist eine entzündungsbedingte Vermehrung von Bindegewebe – eine Fibrose, genauer gesagt einer Arthrofibrose.
Transplantatversagen

Die Inzidenz für Transplantatversagen liegt bei etwa 4,3 %. Die Ursachen für ein Versagen eines Transplantates lassen sich in drei Gruppen einteilen:
- chirurgische Fehler,
- biologisches Versagen, bedingt durch mangelhaftes Einheilen des Transplantates und
- erneute Kreuzbandruptur.

In einer Studie waren 52 Prozent der Fälle von Transplantatversagen iatrogen, das heißt durch den Arzt verursachte chirurgische Fehler. Bei 25 Prozent der Fälle führten ein erneuter Riss des Kreuzbandes, bei 8 Prozent eine mangelhafte Inkorporation des Transplantates, bei 3 Prozent eine Bewegungseinschränkung und bei ebenfalls 3 Prozent die verwendeten synthetischen Implantate zum Ausfall. Bei 9 Prozent der Fälle von Transplantatversagen konnte die Ursache nicht genau zugeordnet werden. Generell ist das chirurgische Können des Operateurs für den Erfolg einer Rekonstruktion des vorderen Kreuzbandes von großer Wichtigkeit. Typische chirurgische Fehler sind beispielsweise eine falsche Platzierung des Bohrkanals, eine unzureichende Fixierung des Transplantates, eine ungenügende Spannung des Transplantates und eine unzureichende Notch-Plastik mit konsekutivem Impingement.
Die erneute Ruptur des Kreuzbandes kann unter anderem durch eine zu aggressive Rehabilitation, mangelnde Komplianz des Patienten oder zu frühe Wiederaufnahme einer sportlichen Tätigkeit mit zu hoher Belastung für das Implantat verursacht werden.
Septische Arthritis
Eine septische Arthritis (bakterielle Arthritis) ist eine relativ seltene, allerdings sehr schwerwiegende Komplikation einer Kreuzbandrekonstruktion. Die Inzidenzraten liegen im Bereich von 0,3 bis 1,7 Prozent.
Die septische Arthritis ist mit einer hohen Morbidität, einem meist langwierigen Krankenhausaufenthalt und häufig mit einem schlechten klinischen Ergebnis verbunden.
In einer Studie in den Vereinigten Staaten lag die Rate an schwerwiegenden Infektionen nach einer Kreuzbandrekonstruktion bei 0,75 Prozent. Die Rate lag bei Autografts bei 1,2 und bei Allografts bei 0,6 Prozent. Die Gabe von Antibiotika ist nach postoperativen Infektionen obligat.
In Deutschland werden bei 62 Prozent aller Arthroskopien den Patienten prophylaktisch Antibiotika verordnet, um Infektionen – wie beispielsweise eine septische Arthritis – zu vermeiden.
Andere Komplikationen

Postoperative Thrombosen haben eine Inzidenz von 1,2 Prozent. Äußerst selten sind maligne Neoplasien (bösartige Tumoren), die sich nach einer Kreuzbandplastik bilden. In der Literatur sind bisher (Stand Juni 2010) lediglich drei Fälle beschrieben.

#### Kreuzbandnaht
siehe auch Absatz Medizingeschichtliches
Bis in die 1980er Jahre wurde das Verfahren der Primärnaht, beispielsweise bei intraligamentären Rissen, bevorzugt. Bei der Primärnaht wurden die durchtrennten Enden des Kreuzbandes im Sinn einer Reparatur wieder zusammengenäht. Dieser Therapieansatz wurde erstmals 1895 durchgeführt. Die damaligen Studienergebnisse über die Primärnaht von Kreuzbandrissen waren nicht zufriedenstellend. Die Versagerquoten in den ersten fünf Jahren nach der Operation lagen studienabhängig bei über 20 Prozent. In der Folgezeit wurde die primäre Naht des Kreuzbandes ohne Augmentation als Therapie mehr und mehr zugunsten der Rekonstruktion des vorderen Kreuzbandes aufgegeben. Andere nachfolgende Langzeitstudien belegten eine Verschlechterung der Resultate über längere Zeiträume, weshalb die alleinige primäre Naht in der damals durchgeführten Operationstechnik heutzutage keine Therapieoption mehr darstellt. Ursache für die mangelhaften Resultate war eine zu schwache biomechanische Stabilität des Kniegelenkes während des Heilungsprozesses. Infolgedessen konnte sich in vielen Fällen kein funktionell angemessenes Narbengewebe ausbilden um die erforderliche Kniestabilität zu gewährleisten.
Eine weiterführende Variante der Kreuzbandnaht war die Verstärkung des heilenden Kreuzbandes durch eine sogenannte Augmentation. Für die Augmentation wurden verschiedene synthetische Bandmaterialien oder auch körpereigenes Gewebe verwendet. Die Verstärkung kann intraartikulär (innerhalb des Gelenkes) oder auch extraartikulär (außerhalb des Gelenkes) erfolgen. Auch diese damaligen Verfahren werden allgemein als überholt angesehen.

#### Sonderfall knöcherner Ausriss
Der knöcherne Ab- oder Ausriss des vorderen Kreuzbands vom Knochen (Schienbein oder Femur) ist wesentlich seltener als seine intraligamentäre Ruptur und ist definitionsgemäß kein Kreuzbandriss. Dieser Sonderfall tritt häufiger bei Kindern, vor allem im Bereich des Kreuzbandansatzes am Schienbein Eminentia intercondylica auf und hat durch Refixierung des Ausrisses – beispielsweise mit Schrauben oder Drahtnaht – allgemein gute Chancen, wieder vollständig knöchern einzuheilen. Bei der arthroskopischen Refixation der das Kreuzband tragenden Knorpel-Knochen-Schuppe ist eine gute Übersicht von entscheidender Bedeutung, um die Einklemmung des Ligamentum transversum genus (zwischen den Menisken) unter dem Fragment zu vermeiden. Ansonsten ist die Mini-open-Technik vorzuziehen. Generell ist darauf zu achten, mit den Implantaten (Schrauben oder Drahtnähten) die Wachstumsfuge nicht zu blockieren.

#### Kreuzbanderhaltende Operationen
siehe auch Artikel Kreuzbanderhalt
Kreuzbanderhaltende Operationsmethoden sind noch junge Verfahren, die ohne ersetzendes Sehnen-Transplantat auskommen. Sie können nur innerhalb der ersten drei Wochen nach einem Kreuzbandriss angewendet werden. Diese zeitliche Begrenzung hat ihre Ursache darin, dass vor allem die vorhandene Heilungskapazität eines Kreuzbandes genutzt werden soll, welche ziemlich schnell nachlässt.
Der angestrebte natürliche Vernarbungsprozess des Kreuzbandes wird durch eine biomechanische Stabilisation des Kniegelenkes, einer anatomischen Reposition der verletzten Bandstruktur sowie einer Mikrofrakturierung (Healing Response) erreicht.

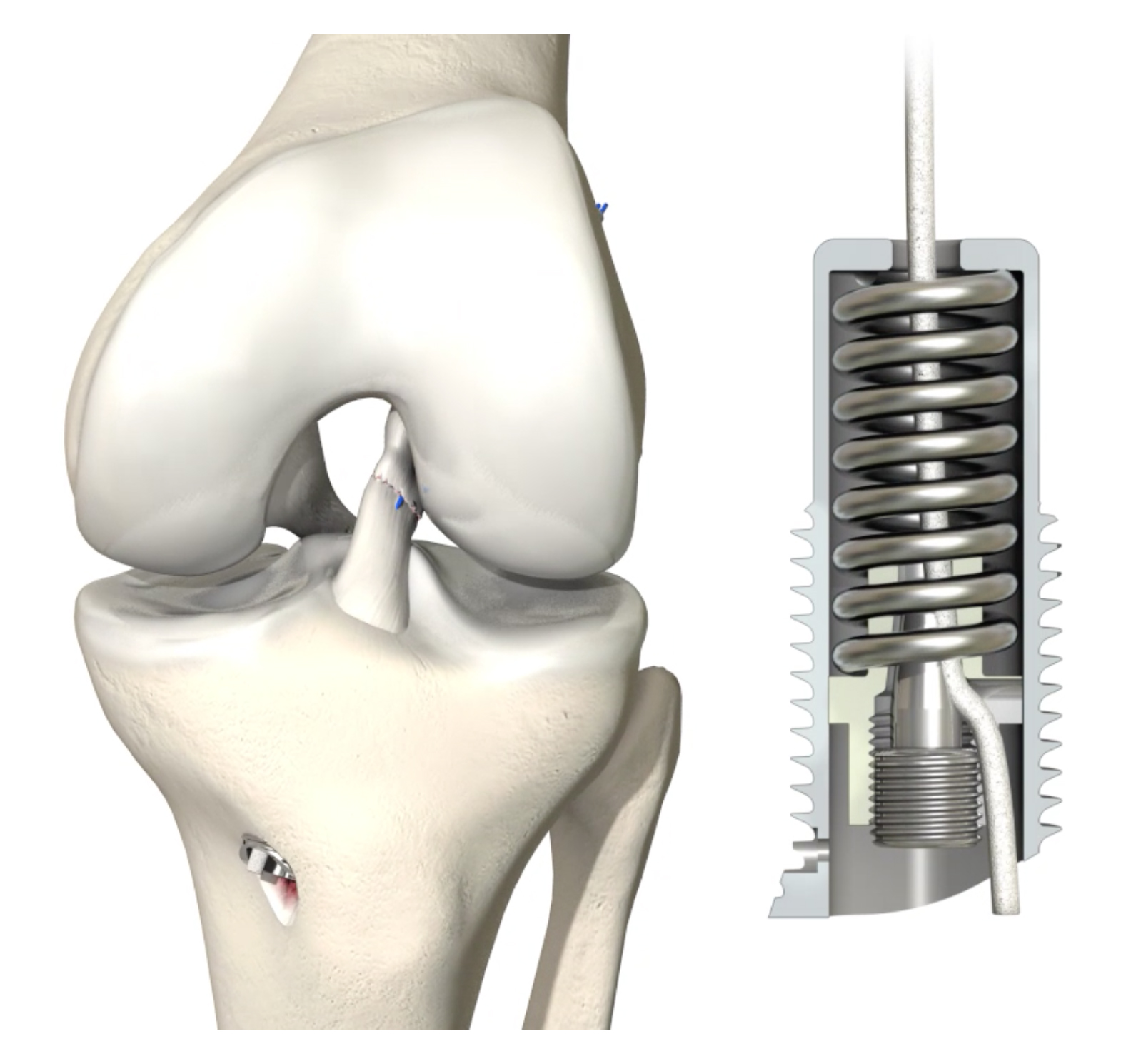
Dynamischer Kreuzbanderhalt mit Federelement

Aktuell werden zwei Verfahren angewendet: ein erster Behandlungsansatz ist dynamisch (Federmechanismus) basiert, der zweite setzt auf eine starre, unflexible Stabilisation des Kniegelenks. Bei der dynamischen Methode wird das Kreuzband mit bioresorbierbaren Nähten reponiert und das Knie mit einem dünnen, sehr reißfesten Implantat-Faden stabilisiert. Die flexible Dynamik des Federelementes im Schienbein sorgt dafür, dass bei allen Beuge- und Streckbewegungen das heilende Band entlastet wird. Bei der unelastischen Methode werden ein starr fixiertes Polyethylen-Band zur Kniestabilisierung sowie nicht-resorbierbare Nähte und kleine Anker verwendet, um das abgerissene Kreuzband an die originäre Abrissstelle zurückzuführen, bis es wieder angewachsen ist.
Bisher veröffentlichte Daten zeigen, dass sich – bei sehr ausgewählter Indikationsstellung – gute Ergebnisse erzielen lassen.

#### Therapieperspektiven

Vergleich des Heilungsprozesses bei einer Außenbandruptur (oben), mit der Nicht-Heilung einer Ruptur des vorderen Kreuzbandes.

Die beiden Kreuzbänder sind im Gegensatz zum Innen- und Außenband nicht in der Lage, nach einem Riss durch Ruhigstellung wieder von alleine zusammenzuwachsen. Bei einem Innenbandriss genügt beispielsweise ein Stützapparat (Schiene), die etwa sechs Wochen getragen werden muss, damit die beiden Enden vernarben können und der Riss so verheilt. Bei den beiden im Inneren des Knies gelegenen Kreuzbändern ist dies nicht der Fall. Die Ursache hierfür ist nicht genau bekannt. Mehrere Faktoren werden diskutiert. So ist die Synovialflüssigkeit, die die Kreuzbänder umgibt, möglicherweise ein Medium, das einen solchen Heilungsprozess verhindert. Ebenso werden Veränderungen des Zellstoffwechsels nach der Verletzung und intrinsische Defizite, wie beispielsweise in der Genexpression der die Kreuzbänder formenden Zellen, für diesen Effekt verantwortlich gemacht.
In der Forschung sind Therapiekonzepte, die daran ansetzen, in den Zellen der gerissenen Kreuzbänder die gleichen Fähigkeiten wie bei den Zellen des Außen- und Innenbandes zu aktivieren. Prinzipiell sind die Zellen der Kreuzbänder, wie beispielsweise die Zellen des Innenbandes, in der Lage, nach einer Ruptur zu proliferieren und zu revaskularisieren. Dies wurde histologisch und immunhistochemisch nachgewiesen. Auch ein Jahr nach der Ruptur sind die Zellen in der Lage, innerhalb der Bandfragmente Kollagen zu produzieren. Auch die Fähigkeit zur Zellmigration in den Wundbereich ist nachgewiesen. Dennoch bildet sich im Knie keine Stützstruktur (Scaffold) für den Gewebeaufbau, die die gerissenen Kollagenfaserbündel des Kreuzbandes wieder miteinander verbindet. Die Enden des gerissenen Kreuzbandes wogen ziellos in der Synovialflüssigkeit hin und her. Eine Hypothese geht davon aus, dass das Fehlen von für den Aufbau der Stützstruktur essentiellen extrazellulären Matrixproteinen und Zytokinen im Bereich der Wunde die Selbstheilung verhindert. Ein Indiz hierfür ist, dass beim Heilungsprozess des Innenbandes erhebliche Mengen an Fibrinogen, Fibronektin, Platelet-Derived Growth Factor A (PDGF-A), TGF-β1, Fibroblasten-Wachstumsfaktor (FGF) und Von-Willebrand-Faktor (vWF) nachweisbar sind, die beim Kreuzbandriss fehlen. Trotz der Einblutung bei einem Kreuzbandriss sind keine Fibrin-Plättchen in der Nähe der Verletzung nachweisbar. Eine mögliche Ursache ist die Anwesenheit höherer Konzentrationen des Enzyms Plasmin. Plasmin ist in der Lage, die Spaltung von Fibrin (Fibrinolyse) zu katalysieren. Es entsteht durch die verstärkte Expression des Enzyms Urokinase, das wiederum die Umwandlung von Plasminogen in Plasmin katalysiert.
Die biologische Stimulation des Aufbaus einer Stützstruktur, die einen Heilungsprozess des gerissenen Kreuzbandes im Knie ermöglicht, ist ein potenzielles zukünftiges Therapiekonzept. Die Gabe von Wachstumsfaktoren wie PDGF, TGF-β und FGF konnte in vitro die Proliferation und Migration, wie auch die Produktion von Kollagen hochregulieren. Im Modellorganismus Kaninchen konnte durch die Injektion von Hyaluronsäure eine erhöhte Gefäßneubildung und eine verstärkte Produktion von Kollagen Typ III beobachtet werden. Im Tiermodell Hausschwein bewirkt die Injektion eines kollagenreichen Hydrogels bei einem genähten Kreuzband einen verbesserten Heilungsprozess, mit einer signifikant erhöhten Bandfestigkeit.
Alle diesbezüglichen Konzepte des Tissue Engineerings befinden sich noch im Anfangsstadium. Erste und kurzfristige Resultate zeigen, dass mit biologisch stimulierenden Faktoren eine verbesserte Bandheilung erreicht werden kann.

#### Healing-Response-Technik
Die Healing-Response-Technik entwickelte der US-amerikanische Chirurg Richard Steadman zu Beginn der 1990er-Jahre. Dieses Therapieverfahren ist nur bei frischen vorderen Kreuzbandrissen, mit Abriss am Oberschenkelknochen oder bei einem Riss im Synovialüberzug, möglich. Bei 80 % aller Rupturen des vorderen Kreuzbandes erfolgt der Abriss am Oberschenkelknochen. Das Verfahren ist umstritten, da die bisher veröffentlichten Ergebnisse uneinheitlich sind. Eine Vergleichsstudie zeigte, dass sich die Ergebnisse von denen der konservativen Therapie nicht wesentlich unterschieden, während andere Studien die Vorteilhaftigkeit dieser Behandlungsmethode dokumentierten.
Der Healing-Response-Technik liegt die Annahme zugrunde, dass sich undifferenzierte Stammzellen bei entsprechender mechanischer Beanspruchung – gemäß dem Wolffschen Gesetz – zu Tendinozyten (Flügelzellen) ausdifferenzieren können. Mittels Arthroskopie werden zunächst eventuelle Begleitverletzungen behandelt. Anschließend wird mit einer Ahle das Knochenmark im Bereich des Kreuzbandes an bis zu zehn Stellen geöffnet (Mikrofraktur), damit Stammzellen aus dem Mark austreten können. Ein ausreichend hoher Austritt von Blut aus dem Knochenmark ist wichtig. Danach wird das Kreuzband an seine Ansatzstelle in das Koagulum reponiert und das Kniegelenk gestreckt. Die Behandlung erfolgt stationär, typischerweise für zwei Tage. Ohne Drainage wird das Kniegelenk mit einer Schiene für etwa vier bis sechs Wochen in einer 10°-Beugung fixiert. Danach erfolgt intensives Training. Nach durchschnittlich drei Monaten ist der so behandelte Patient wieder fähig, Leistungssport auszuüben. Der Eingriff muss innerhalb von wenigen Tagen nach der Verletzung erfolgen. Die Erfolgsrate liegt bei über 80 %. Misserfolge können mittels Kreuzbandplastik behandelt werden. Das Verfahren ist möglicherweise auch zur Behandlung von Rissen des hinteren Kreuzbandes geeignet.

### Operative Behandlung des hinteren Kreuzbandrisses
Die Operation des hinteren Kreuzbandes gestaltet sich erheblich schwieriger als die des vorderen und ist eher die Ausnahme. Die Heilungstendenz ist zudem bei einer konservativen Therapie recht hoch. Ein operativer Eingriff ist meist nur bei komplexen Bandverletzungen des Knies indiziert. Gegenwärtig sind drei konkurrierende operative Verfahren beim hinteren Kreuzbandriss etabliert. Dies sind:
- Die anatomische Rekonstruktion des anterolateralen Hauptbündels in Single-incision-Technik unter Verwendung von Hamstring-Sehnen, wie beispielsweise Musculus semitendinosus[299]
- Die anatomische Rekonstruktion beider Bündel
- Die Tibial-Inlay-Technik[300]

### Physiotherapie zur Rehabilitation nach einer Kreuzbandplastik

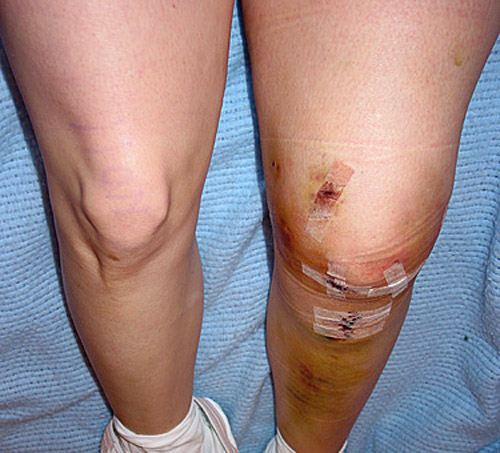
Die Knie eines Patienten fünf Tage nach der Rekonstruktion des vorderen Kreuzbandes mit einem Hamstring. Deutlich sichtbar die Schwellung des behandelten Knies sowie die Zugänge für Spülkanüle, Arthroskop und Operationsinstrumente.

Ziel der Therapie sollte nicht die alleinige Wiederherstellung der Stabilität sein, sondern vielmehr die Erhaltung der gesamten Gelenkfunktion. Das heißt Stabilität, inklusive des Gefühls eines stabilen Kniegelenks, freie Gelenkbewegung und Beschwerdefreiheit.
Nach der Operation wird frühfunktionell beübt (teilweise passiv mittels Motorbewegungsschiene) und die Mobilität des Patienten mit Unterarmgehstützen und unter Umständen mit einer Kniegelenksorthese hergestellt. Im Anschluss erfolgt eine physiotherapeutische Behandlung, die je nach Operationstyp und Schule nach etwa zwei Wochen zur Vollbelastung des operierten Knies führen soll. Es wird empfohlen Anspannungsübungen durchzuführen. Dies soll die Muskelgruppen aktivieren. Etwa ab der dritten Woche kann man mit leichtem Fahrrad fahren beginnen. Nach etwa sechs Wochen können Übungen auf dem Sportkreisel oder Minitrampolin unter Anleitung durchgeführt werden. Sportfähigkeit für leichtes Lauftraining besteht ab zirka dem dritten Monat nach der Operation. Nach etwa sechs Monaten können Belastungen wie beispielsweise Springen hinzukommen. Insgesamt dauert die Rehabilitationsphase im Durchschnitt sechs bis neun Monate, bevor die volle Sportfähigkeit erreicht ist. Die vollständige Einheilung (Remodellisierungsphase) des vorderen Kreuzbands ist erst nach einem Jahr abgeschlossen.
Die Nachbehandlung nach der Operation unterscheidet sich im Wesentlichen nur marginal. Es existieren feste Standards in der physiotherapeutischen Behandlung, die nur unwesentlich differenzieren. Hier sollten auch klare Nachbehandlungsschemata je nach Operationsmethode ihren Niederschlag in der Behandlung finden. Die Erfahrung und Arbeit des Physiotherapeuten ist somit in der Folge für den Heilungsprozess von entscheidender Bedeutung.

## Prognose

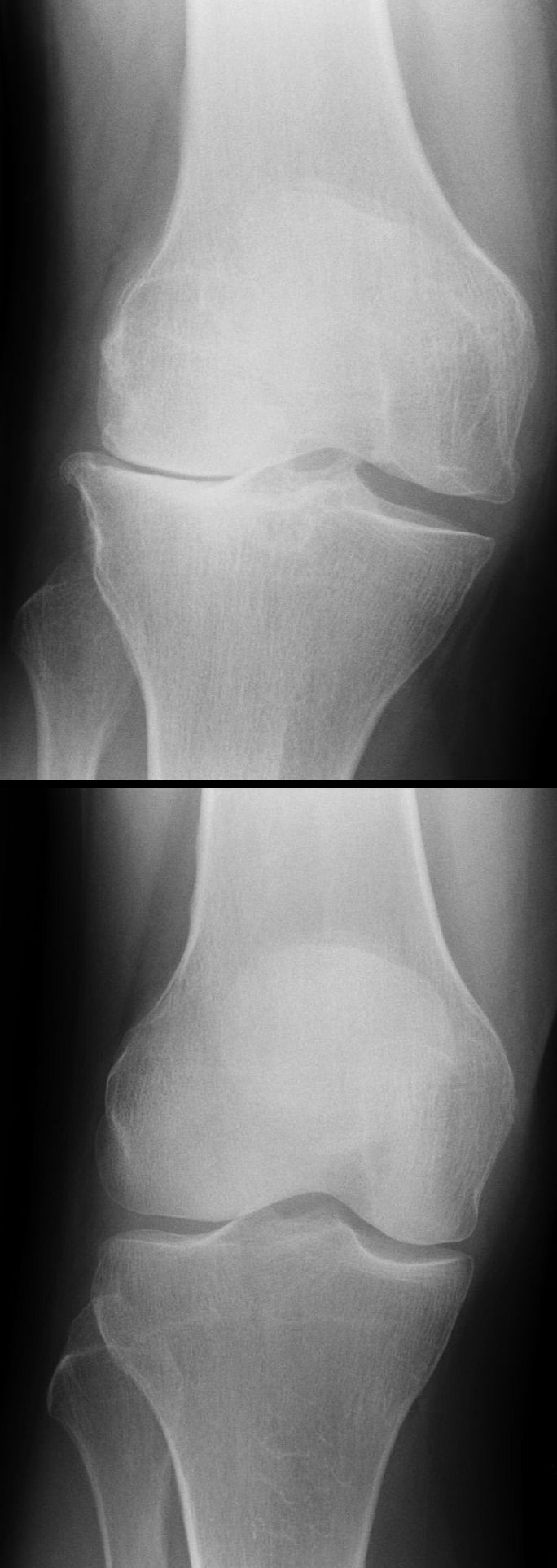
Röntgenaufnahme einer lateralen Gonarthrose (oben), im Vergleich zu einem normalen Kniegelenk (unten)

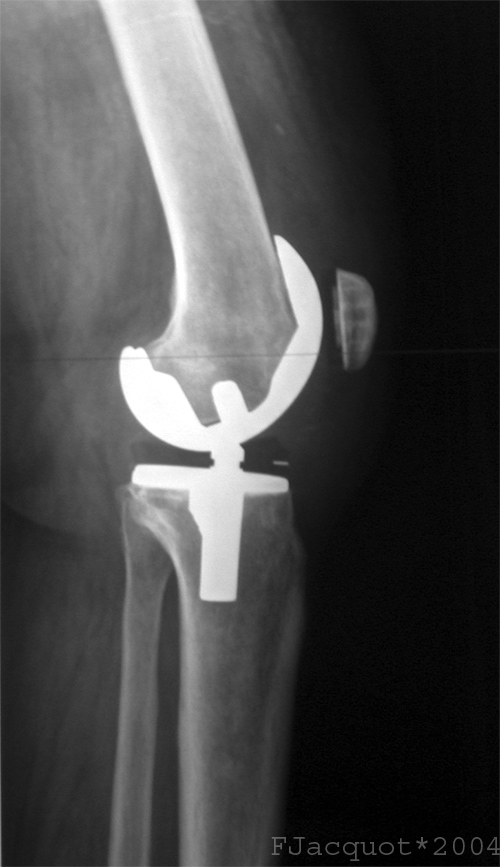
Eine Knieprothese kann am Ende einer Kniegelenksarthrose stehen.

Auch nach einer optimalen Therapie kann im betroffenen Kniegelenk eine funktionelle Instabilität verbleiben. Diese Instabilität kann zu einer Fehlbelastung des Gelenkkörpers führen und so Folgeschäden verursachen. Typische Folgeschäden sind sekundäre Knorpelschäden, eine Degeneration des Hinterhorns des Innenmeniskus und ein signifikant erhöhtes Risiko einer Kniegelenksarthrose (Gonarthrose).
Mehrere Studien zeigen, dass nach einem Riss des vorderen Kreuzbandes die Wahrscheinlichkeit zur Ausbildung einer Kniegelenksarthrose deutlich erhöht ist. Etwa 50 bis 70 % der Patienten mit einem Kreuzbandriss zeigen nach 15 bis 20 Jahren radiographische Veränderungen im Knie. Kommen zu dem Kreuzbandriss noch Begleitverletzungen im Knie – wie beispielsweise ein Meniskusriss – hinzu, so steigt die Wahrscheinlichkeit für eine Gonarthrose weiter an. In diesem Zeitraum hat die Gonarthrose einen Ahlbäck-Grad von I bis II erreicht und ist üblicherweise noch ohne klinische Symptome. Die Progression ist meist relativ langsam. Ältere Studien gehen davon aus, dass in den meisten Fällen vermutlich erst 30 und mehr Jahre nach dem Riss des vorderen Kreuzbandes die Gonarthrose klinisch relevant wird. Andere Studien berichten davon, dass es bereits im Zeitraum 10 bis 20 Jahre nach dem Riss des Kreuzbandes zu funktionellen Einschränkungen des Kniegelenkes, verbunden mit Schmerzen, bedingt durch arthrotische Prozesse im Knie kommen kann. Die Prognose ist aber generell stark abhängig von Alter, Geschlecht, Genetik, Körpergewicht, Muskelstärke, körperlicher Aktivität und möglichen erneuten Verletzungen im Knie.
Bei amerikanischen Sportlerinnen sind Risse des vorderen Kreuzbandes fünfmal so häufig aufgetreten wie bei Sportlern, obwohl bei amerikanischen Sportlern mit American Football eine für die Knie nicht ganz ungefährliche Sportart dabei ist. Ford KR, Myer GD & Hewett TE (2003) untersuchten daher das Landeverhalten nach beidbeinigem Absprung bei Volleyballerinnen und Basketballspielern. Sie stellten fest, dass die Kraftunterschiede zwischen starkem und schwachem Bein bei den Frauen deutlich größer waren als bei den Männern, dass im Kniegelenk der Frauen bedeutend häufiger eine Valgusstellung vorhanden ist und dass ein Zusammenhang zwischen Valgusstellung und Kraftdifferenz der Beine besteht. Da es bei operativ behandelten Kreuzbandrissen zu einem erheblichen Wiederverletzungsrisiko kommt, wenn der Sport fortgesetzt wird, haben die Amerikaner M. V. Paterno, L. C. Schmitt, K. R. Ford u. a. (2010) 56 Sportlern (35 Frauen, 21 Männer) aus Sportarten mit plötzlichen Richtungsveränderungen (u. a. Fußball und American Football), die eine erfolgreiche Operation des vorderen Kreuzbandes hinter sich hatten, ein Jahr systematisch verfolgt, um zu ermitteln, ob es Besonderheiten gibt, durch die sich ein erneuter Kreuzbandriss vorhersagen lässt. Innerhalb dieses Zeitraumes kam es bei 13 zu erneuten Kreuzbandverletzungen.
Bei allen 56 wurde hierzu eine 3-dimensionale Bewegungsanalyse bei Tiefsprüngen gemacht und hierbei die Stabilität der Körperhaltung mit 4 Videokameras und einer Kissler Kraftmessplatte gemessen. Die Kinematik, Kinetik und Haltungsstabilität wurden bestimmt, um herauszufinden, ob übereinstimmende Bewegungs-/Haltungsanomalien statistisch signifikant bei den Wiederverletzten zu finden sind. Mit diesem Verfahren ließ sich die Wiederverletzungswahrscheinlichkeit sehr gut vorhersagen. Die spezifischen Parameter beinhalteten eine Zunahme in Bewegung des Valgus, größerer Asymmetrie bei der Bewegung der internen Knie Extensoren bei Beginn des Bodenkontaktes sowie ein Defizit in der Haltungsstabilität im einbeinigen Stand auf dem betroffenen Bein. Unabhängig von diesen Messungen ermöglichte auch eine kontralaterale Hüftrotation während der ersten 10 % der Landephase eine (wenn auch weniger) gute Vorhersage der Wiederverletzung des vorderen Kreuzbandes. Die Katalanen V. Ferrer-Roca, X. Balius Matas, O. Domínguez-Castrillo, u. a. (2014) haben 35 Fußballspieler (Profis und Halbprofis) aus Barcelona der 1. Spanischen Liga an 2 Tagen zu Beginn der Vorbereitungszeit nach der Sommerpause mit Videoanalyse und 2 Kraftmessplatten in ihren Bewegungen im Hinblick auf mögliche intrinsische Risikofaktoren untersucht. Hierbei verwendeten die Autoren die Tests von Paterno u. a. (2010), da sie davon ausgingen, dass die Sportler, für die die Amerikaner ein Wiederverletzungsrisiko voraussagten, auch ein Erstverletzungsrisiko haben könnten. Sie identifizierten dieselben Probleme und versuchten Richtwerte aufzustellen, wann mit Gegenmaßnahmen im Training zu beginnen ist: 14,3 % der Spieler hatten eine Valgusabweichung von ≥ 20 Grad im Knie bei der Landung im Tiefsprung. In der Literatur wird schon ≥ 16 Grad als problematisch angesehen. 31,4 % der Spieler hatten funktionale (Kraft-)Abweichungen in den Beinen von mehr als 15 %. Da diese 15 % als Maximum gelten, wann ein Spieler nach Verletzungen wieder ins Mannschaftstraining integriert werden darf, ist auch dies ein sinnvoller Richtwert, zumal kein statistischer Zusammenhang bestand zwischen dem Schussbein und dem kräftigeren Bein. Bei den Spielern, die beide Abweichungen vorwiesen, wurden Gegenmaßnahmen ergriffen.
Bei nichtoperativ behandelten Kreuzbandrupturen liegt das Risiko für eine Kniegelenksarthrose nach 20 Jahren, über mehrere Studien betrachtet, bei 60 bis 100 %. Im Vergleich dazu haben Patienten mit einer Rekonstruktion des vorderen Kreuzbandes ein 14- bis 16-prozentiges Risiko und bei zusätzlicher Meniskektomie eines von 37 % für eine Gonarthrose.
Bei der Langzeitbetrachtung einer kleinen Kohorte von 19 Spitzensportlern mit unbehandeltem Kreuzbandriss hatten nach 35 Jahren 8 der Athleten (= 42 %) eine Knieprothese.
Laut Unfallversicherung VBG lag die durchschnittliche Ausfallzeit in den höchsten deutschen Ligen des Basketballs, Eishockeys, Fußballs und Handballs in Deutschland bei rund achteinhalb Monaten. Risse des vorderen Kreuzbandes machten 0,5 Prozent aller Verletzungen aus, sorgen jedoch für bis zu 20 Prozent der Ausfallzeiten.
Je nach Sportart kehren etwa 60 bis 80 Prozent der Athleten nach einem Kreuzbandriss zu ihrem vorherigen Niveau zurück.

## Prävention
Ein Kreuzbandriss hat für den Betroffenen erhebliche Konsequenzen. Diese Art der Verletzung ist daher eine der von Sportlern am meisten gefürchteten. Für Berufs- und Leistungssportler bedeutet ein Kreuzbandriss – trotz immer weiter verbesserter Behandlungsmöglichkeiten – eine langwierige Trainings- und Wettkampfpause. Bis in die 1990er Jahre führte ein Kreuzbandriss meist zum Karriereende. Für Berufssportler, sowie ihre Vereine und Sponsoren, sind nach wie vor beträchtliche Einnahmeeinbußen die Folge. In der Regel dauert es nach Wiederherstellung der Bänder und Wiederbeginn der Wettkampftätigkeit weitere Monate, bis das ursprüngliche Leistungsniveau des Sportlers wieder erreicht wird. Im Amateur- und Hobbybereich des Sports entstehen für die Gesellschaft durch Arbeitsausfallzeiten, Behandlung und Rehabilitationsmaßnahmen erhebliche Kosten, zu denen sich noch die langfristig entstehenden Kosten durch vorzeitige Kniegelenksarthrosen addieren. Im Sport wird bei entsprechender Physiotherapie durchschnittlich mit Regenerationszeiten von neun Monaten gerechnet.
Der Prävention, also der Vermeidung eines Kreuzbandrisses, kommt daher eine immer bedeutendere Rolle zu. Grundsätzlich erscheint es als möglich, dass durch bestimmte Trainingsmethoden die Wahrscheinlichkeit eines Kreuzbandrisses gesenkt werden kann. Da eine Reihe von Pathomechanismen, die einen Kreuzbandriss begünstigen, lange Zeit nicht ausreichend verstanden wurden, ist es noch weitgehend unklar, welche Übungen einen präventiven Charakter haben oder gar warum sie das Verletzungsrisiko senken. Es werden daher mittlerweile in vielen Ländern große Forschungsanstrengungen unternommen, um zum einen die Risikofaktoren und Pathomechanismen eines Kreuzbandrisses aufzuklären und zum anderen daraus abgeleitet mit geeigneten Maßnahmen dieser Verletzungsart begegnen zu können. Am erfolgreichsten waren bisher MV Paterno, LC Schmitt, KR Ford u. a. (2010), die mit 94%iger Wahrscheinlichkeit aus dem Bewegungsverhalten bei Tiefsprüngen die Wahrscheinlichkeit von Kreuzbandrissen vorhersagen konnten. Sie zeigten, dass große Unterschiede zwischen der Kraft der beiden Beine sowie eine Valgus-Stellung im Kniegelenk bei der Landung die größten Risikofaktoren darstellten, dass aber auch Instabilität des Rückens zur Gefahr beitragen kann. Da eine Valgus-Abweichung von mehr als 16 % und Kraftdifferenzen von mehr als 15 % als problematisch angesehen werden (und eine Reha in diesem Falle als noch nicht abgeschlossen gilt), scheint neben CORE-Training für den Rücken eine entsprechende Beinkraftschulung angebracht.

### Spezielle Übungen
Bisher gibt es keine standardisierten Übungen, um Kreuzbandrissen ohne Fremdeinwirkung vorzubeugen. In einigen Studien zeigte es sich, dass vielseitigere Übungsprogramme einen größeren positiven Effekt zeigen als einzelne Übungen. Plyometrische Übungen für die unteren Extremitäten, Dehngymnastik (Stretching), zur gezielten Beherrschung des Rumpfes, zur gestärken Wahrnehmung der Körperbewegung (Propriozeption) und zur verbesserten Entscheidungsfindung, scheinen positive Effekte in der Prävention zu haben. Dadurch werden die Kräfte bei der Landung des Sportlers nach einem Sprung ebenso reduziert wie die Momente, die bei Varus/Valgus einwirken. Zudem werden Muskeln aktiviert, die Kraftmomente, die auf das Knie einwirken, teilweise mit abfangen können.
In einer Studie mit über 1400 Fußballspielerinnen konnte ein positiver Effekt durch spezielles Aufwärmen (warm-up) erreicht werden. Gegenüber der Kontrollgruppe nahm die Anzahl an vorderen Kreuzbandrissen insgesamt um den Faktor 1,7 ab. Betrachtet man nur die Kreuzbandrisse ohne Fremdeinwirkung, so lag in der Gruppe mit dem speziellen Aufwärmprogramm die Häufigkeit sogar um den Faktor 3,3 niedriger. Der Schwerpunkt der Aufwärmübung liegt auf der neuromuskulären Kontrolle des Kniegelenkes. In anderen Studien konnte elektromyografisch nachgewiesen werden, dass neuromuskuläre Übungen positive Effekte auf den Musculus semitendinosus vor Absprung und Landung eines Sportlers haben.
Zu ähnlich positiven Ergebnissen kommt eine Studie aus Italien. Mitte der 1990er Jahre nahmen insgesamt 600 Fußballspieler aus 40 Mannschaften des Halbprofi- beziehungsweise Amateurbereichs teil. Die Hälfte der Mannschaften trainierte jeden Tag zusätzlich 20 Minuten nach einem speziellen sensomotorischen Trainingsprogramm, das propriozeptive Elemente enthielt. Die Übungen wurden beispielsweise mit einem Balance Board durchgeführt. Über drei Spielsaisons wurde die Häufigkeit von Verletzungen der vorderen Kreuzbänder beobachtet. Bei den Teilnehmern an dem speziellen Trainingsprogramm war die Inzidenz einer Kreuzbandverletzung signifikant niedriger als in der Kontrollgruppe. Einige Autoren sehen in dieser Studie den Beweis für einen prophylaktischen Effekt des koordinativen Trainings. Übliche propriorezeptive Trainingsmittel sind beispielsweise „Wackelbretter“ und „Sportkreisel“. Diese geben dem Trainierenden einen instabilen Untergrund, wodurch dieser ständig gezwungen ist, seinen Körper im Gleichgewicht zu halten.
Eine andere evidenzbasierte Studie aus Norwegen mit über 1800 Handballspielern im Alter von 15 bis 17 Jahren zeigt ebenfalls, dass durch ein strukturiertes Aufwärmprogramm mit neuromuskulären Übungselementen die Inzidenz von Kreuzbandrissen um über 50 % gesenkt werden kann. Zum Einsatz kamen hierbei unter anderem Balancematten. Eine 2005 von der Universität Münster veröffentlichte Studie mit über 250 deutschen Handballspielerinnen kommt ebenfalls zu dem Ergebnis, dass propriozeptive und neuromuskuläre Übungen die Häufigkeit von Kreuzbandrupturen erheblich reduzieren können.
Eine Reihe von Sportwissenschaftlern plädiert dafür, dass solche präventiven Übungselemente integraler Bestandteil von Trainingseinheiten in Sportarten mit erhöhter Inzidenz für Kreuzbandrupturen werden.

### Andere Präventionsmaßnahmen
Eine Regeländerung zu Beginn der Saison 2005 bewirkte in der Australian Football League, dass die Häufigkeit für einen hinteren Kreuzbandriss um mehr als den Faktor zwei gesenkt werden konnte. Die Regeländerung bestand darin, den Anlauf des Ruckman auf das Anstoßquadrat zu begrenzen.

## Tiermedizin
Von den Haustieren ist insbesondere der Haushund häufig von Rupturen des vorderen Kreuzbandes betroffen. Allerdings spielen hier andere, nicht traumatische, Pathomechanismen eine große Rolle. Seltener sind Kreuzbandrisse bei Hauskatzen.

## Medizingeschichtliches

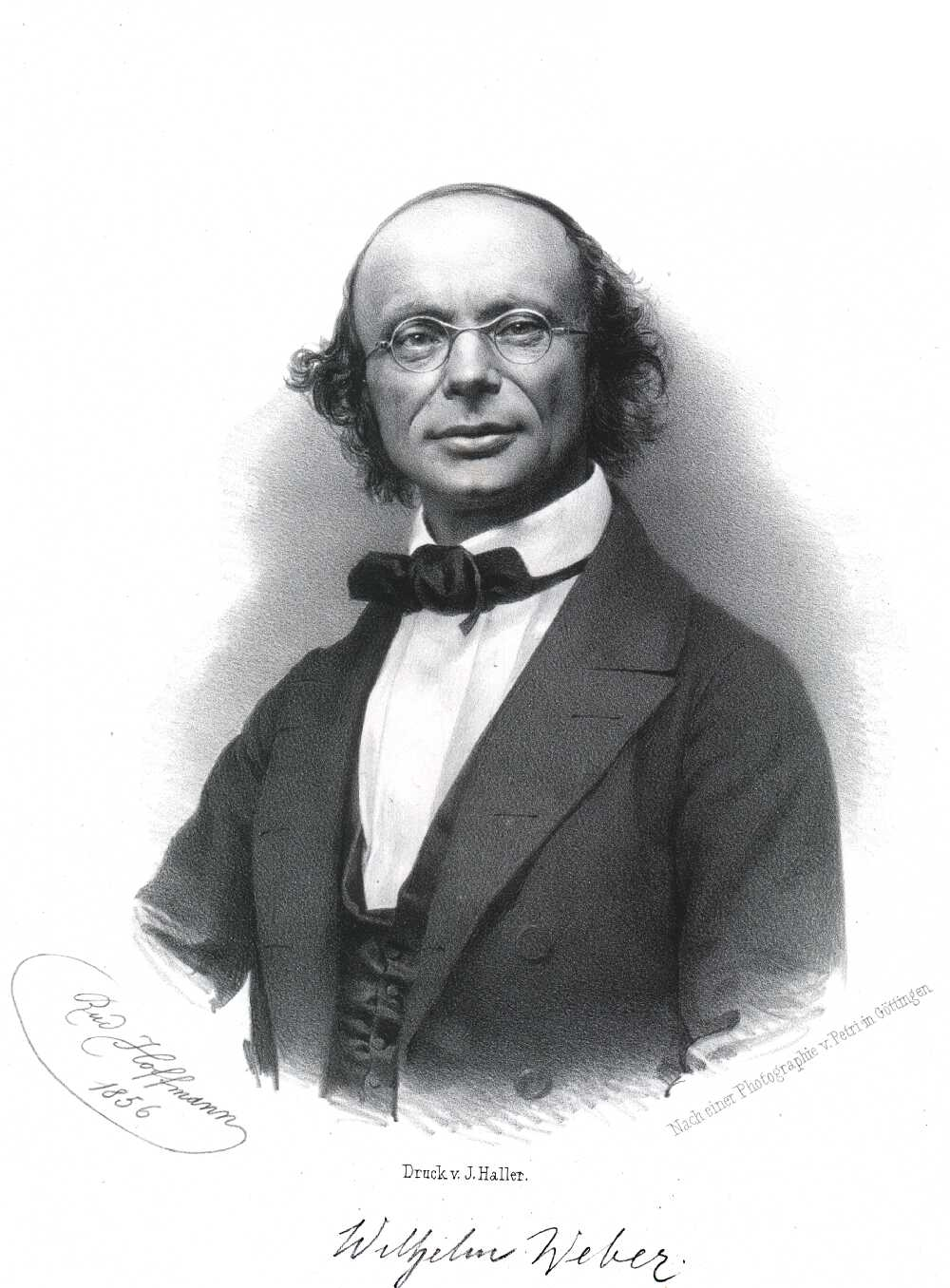
Wilhelm Eduard Weber (ca. 1856)

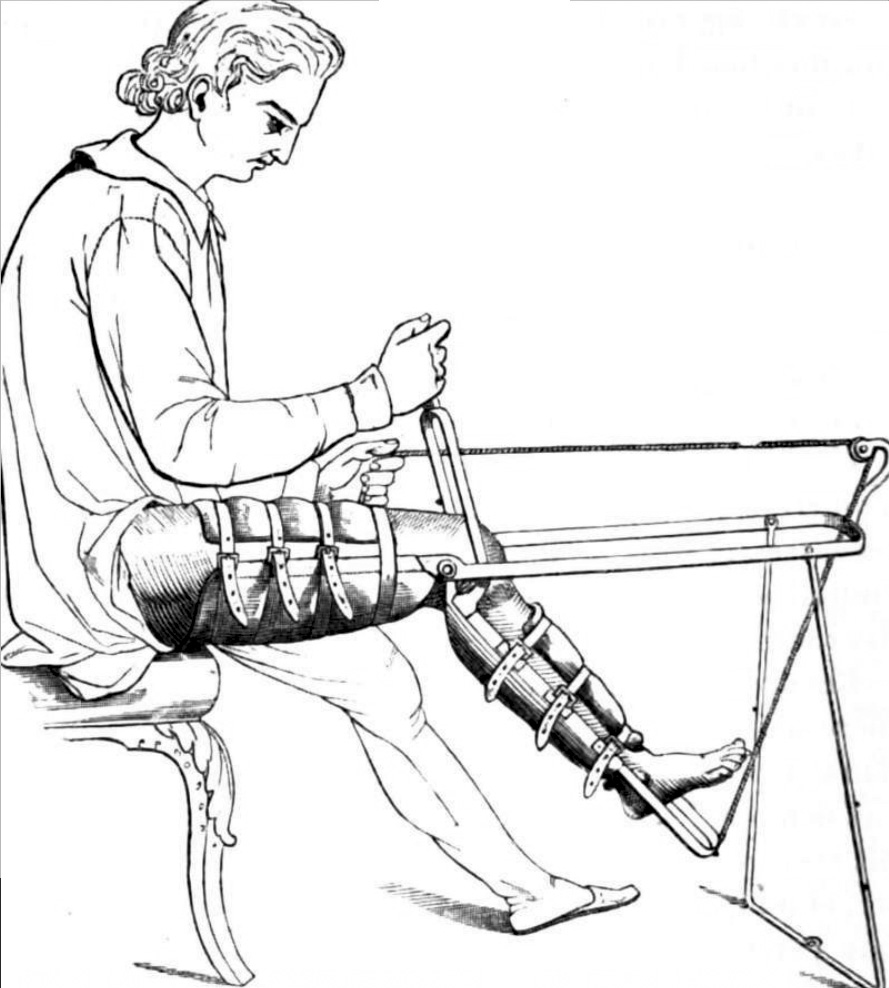
Gerät nach Amédée Bonnet zur aktiven und passiven Bewegung des Knies

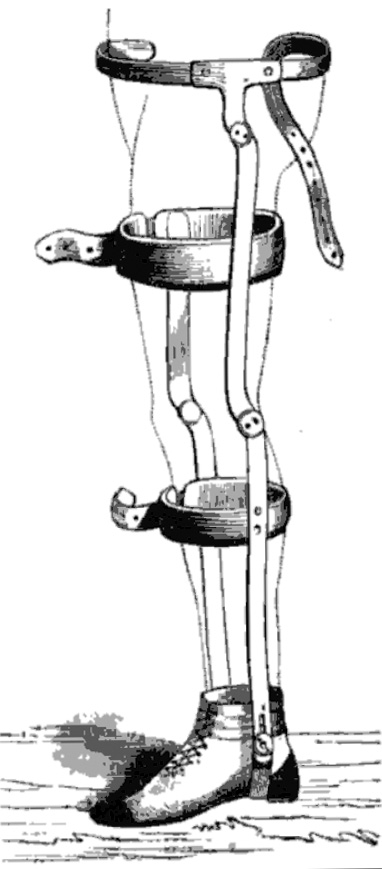
Orthese nach Amédée Bonnet. Mit zwei Scharnieren für Patienten mit Riss des vorderen Kreuzbandes (1845)

Hippokrates von Kos beschrieb eine Subluxation des Knies, die er auf eine Bandverletzung im Knie zurückführte. Galenos beschrieb detailliert die Wichtigkeit der Bänder zur Stabilisierung des Knies und für einen normalen Bewegungsablauf beim Gehen. Zuvor meinte man noch, dass es sich bei den Kreuzbändern um „Nervenstrukturen“ handelt. Auf Galenos geht auch der heute noch gültige Name genu cruciata, mit dem er die das Knie stabilisierenden Strukturen bezeichnete, zurück.
Bis in das 19. Jahrhundert hinein wurden zwar ausführlich die Luxationen des Knies und ihre Behandlung beschrieben, die Funktion der Bänder im Knie wurde aber in dem Sammelbegriff Dérangement intern völlig unterbewertet.
Die Wittenberger Brüder Wilhelm Eduard und Eduard Friedrich Weber beschrieben 1835 in ihrem Werk Mechanik der menschlichen Gehwerkzeuge ausführlich die biomechanischen Zusammenhänge der Komponenten innerhalb des Knies und in seiner Peripherie. Bei ihren Forschungsarbeiten untersuchten sie die abnorme Bewegung des Schienbeins in einem Knie ohne Kreuzbänder. Sie beschrieben so als Erste den durch einen Kreuzbandriss entstehenden abnormalen Bewegungsablauf beim Gehen.

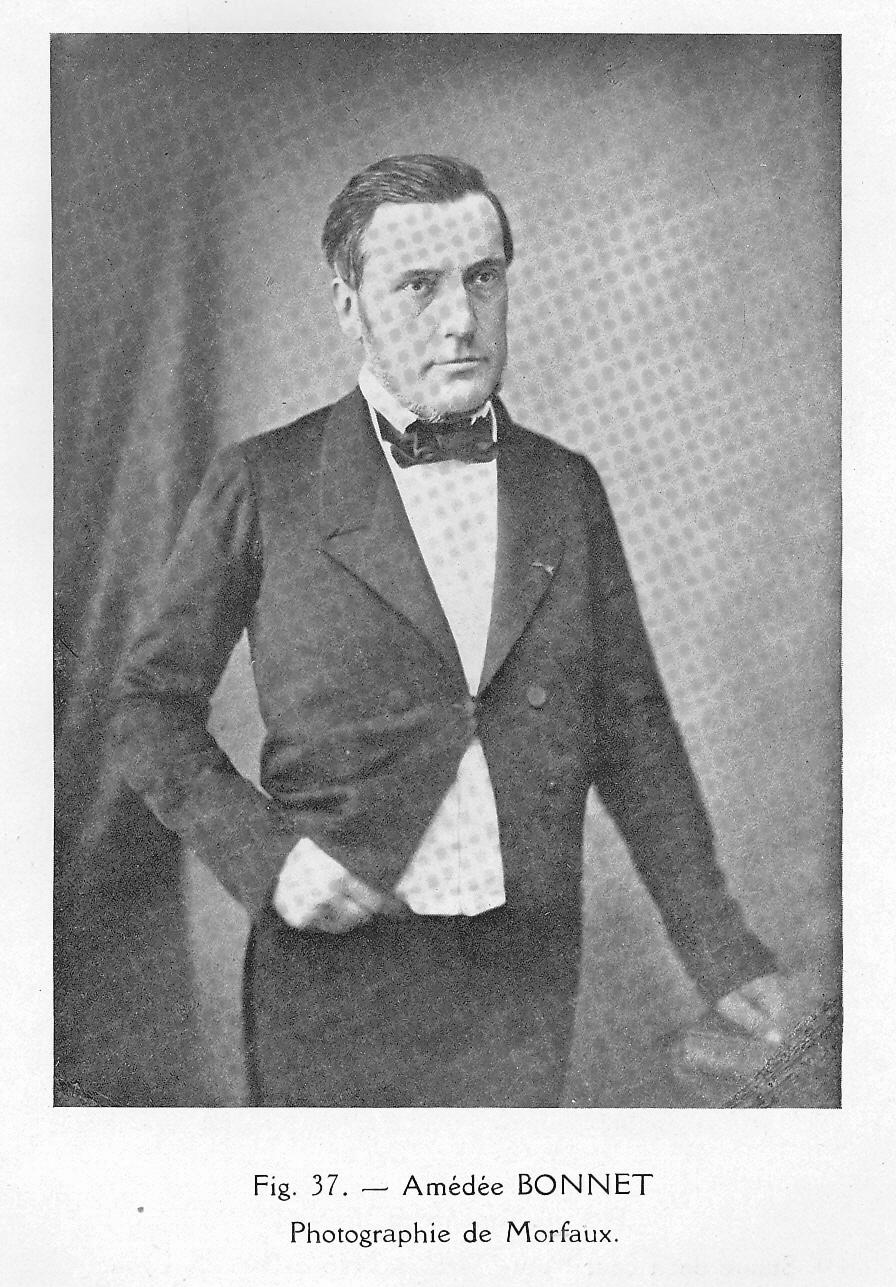
Amédée Bonnet (1850)

Der Franzose Amédée Bonnet beschrieb 1845 in seiner 1300 Seiten umfassenden Monographie Traité des maladies des articulations (deutscher Titel von 1851: Zur Behandlung von Gelenkerkrankungen) seine an Leichen vorgenommenen Studien. Er stellte unter anderem fest, dass das vordere Kreuzband in den meisten Fällen an seiner femoralen (am Oberschenkel) Insertion reißt und die Ruptur von einem krachenden Geräusch begleitet wird. Das mediale Seitenband würde durch Valgusbeugungsstress auch an seinem femoralen Ansatz reißen. Bonnet erkannte auch, dass ein blutiger Gelenkerguss (Hämarthros) und der Schmerz wichtige Symptome des vorderen Kreuzbandrisses sind. Die Ursache der Schmerzen sah er in der Dehnung der Ligamentnerven. Über die Inzidenz schrieb er, dass „Rupturen der Ligamente viel häufiger sind als allgemein angenommen.“. Bonnet erwähnte auch als Erster das Phänomen der Subluxation („… des déplacements qui font croire à une luxation incomplète“), das erst wieder zu Beginn der 1970er Jahre von R. D. Galway und D. L. MacIntosh als Pivot Shift aufgegriffen wurde. In seinem 1853 veröffentlichten Buch Traité de thérapeutique des maladies articulaires schrieb Bonnet, dass eine zu lange Ruhigstellung des betroffenen Knies sich negativ auf den Heilungsprozess auswirke. Gegen die knorpelschädigende Wirkung einer Immobilisierung entwickelte er erste Geräte zur aktiven Bewegung. In seinen Ausführungen zur Behandlung akuter Verletzungen war er der damaligen Zeit weit voraus. So schlug Bonnet beispielsweise kalte Packungen zur Erstversorgung der Verletzung und eine baldige, leichte Bewegung vor. Im gleichen Buch beschreibt Bonnet eine Orthese mit zwei Scharnieren für Patienten mit Riss des vorderen Kreuzbandes.
Die Verletzung des vorderen Kreuzbandes wurde erstmals 1850 von dem Briten J. Stark auf konservative Weise mittels eines Gipsverbandes behandelt.
Der knöcherne Ausriss des vorderen Kreuzbandes, bei dem die ligamentären Strukturen unverletzt sind, wurde 1875 von französischen Chirurgen Poncet beschrieben. Poncet obduzierte die Leiche eines durch einen Fenstersturz aus dem dritten Stock Verunglückten.
Der Engländer Arthur Mayo Robson (1853–1933) führte 1895 an einem 41-jährigen Minenarbeiter aus Featherstone – Mayo Robson nennt ihn in seiner Veröffentlichung acht Jahre später „J. B.“ – erstmals eine Kreuzbandnaht durch. Der Patient hatte sich 36 Wochen zuvor bei einem Unfall in einer Kohlengrube am Knie verletzt. Am 21. November 1895 öffnete Mayo Robson das Knie von J. B. Dabei stellte er fest, dass beide Bänder vollständig abgerissen waren, und fixierte sie mit Catgut. Das vordere Kreuzband nähte er an die Gelenkinnenhaut und an Gewebe der inneren Seite des äußeren Kondylus. Das hintere Kreuzband befand er als zu kurz, weshalb er es aufteilte, um eine ausreichende Länge zu erhalten. Dann fixierte er es an der Gelenkinnenhaut und am Knorpelgewebe der äußeren Seite des inneren Kondylus. Anschließend schloss er die Wunde mit Catgut und die Oberfläche mit Seidendarm. Knapp sechs Jahre später, am 24. Oktober 1901, besuchte ein Mitarbeiter von Mayo Robson den Patienten, der sein operiertes Bein als perfectly strong beschrieb und seinen alten Beruf wieder voll ausüben konnte. Schmerzen hatte er nur, wenn er das Knie bei der Arbeit zu sehr belastete. Der Umfang beider Knie war identisch.
Auch andere Veröffentlichungen empfahlen im Fall einer akuten Ruptur die primäre Kreuzbandnaht. Der Berliner Arzt H. Goetjes veröffentlichte 1913 die erste Sammelstatistik über 30 Fälle mit primärer Kreuzbandnaht, die zu einem positiven Ergebnis kam. Eine erste Kritik am Nähen der Bänder kam bereits 1916 durch Robert Jones, einen britischen Militärorthopäden. Jones hielt das Nähen der Bänder für völlig nutzlos und sah in der natürlichen Vernarbung die einzige verlässliche Reparatur. Ungeachtet dieser Kritik sollte sich die primäre Kreuzbandnaht noch über 60 weitere Jahre halten, wurde sie doch von zahlreichen Autoren bestätigt und empfohlen.

1976 veröffentlichten John A. Feagin und Walton W. Curl das Ergebnis einer fünfjährigen Langzeitstudie, die sie über Soldaten an der Militärakademie West Point anfertigten. 64 Kadetten hatten sich während ihrer Collegezeit einer Naht des vorderen Kreuzbandes unterzogen. Die Langzeitergebnisse waren ausgesprochen negativ, so dass in der Folgezeit die primäre Naht des Kreuzbandes ohne Augmentation als Therapie mehr und mehr zugunsten der Rekonstruktion des vorderen Kreuzbandes aufgegeben wurde. Spätere Studien bestätigten die Ergebnisse dieser Studie.
Der aus Australien stammende Chirurg James Hogarth Pringle beschrieb 1907 an der Glasgow Royal Infirmary erstmals eine Reposition an einem Lebenden, die er 1903 durchgeführt hatte: „The joint was then opened into, the blood and fluid in it washed out, and it was at once seen that the anterior crucial ligament still attached to its bone insertion had been torn off the tibia and taken the spine with it; with a little trouble this was sutured, and the wound closed.“
Ebenfalls 1903 verwendet der Münchener Fritz Lange Seidenfäden zur Verstärkung beziehungsweise als Ersatz des vorderen Kreuzbandes. Der Schweizer Eugen Bircher führte 1921 im Kantonsspital Aarau die erste Arthroskopie durch.
Die erste Rekonstruktion eines vorderen Kreuzbandes beim Menschen wurde vermutlich 1914 von dem russischen Chirurgen Grekow vorgenommen. Nach der Beschreibung von Erich Hesse verwendete Grekow freie Streifen von Fascia lata, einer Bindegewebshülle des Oberschenkels. Drei Jahre später verwendete der britische Chirurg Ernest William Hey Groves (1872–1944) einen gestielten Streifen des Tractus iliotibialis zur Kreuzbandrekonstruktion. Den Streifen führte er durch zwei Bohrkanäle, die vom Epicondylus zur Fossa intercondylica, sowie vom Schienbein zur Eminentia intercondylica reichten. Damit legte er den Grundstein für die moderne Bandchirurgie.
Der erste Ersatz eines Kreuzbandes durch ein Patellasehnen-Transplantat erfolgte 1935 durch den Deutschen A. Wittek, nachdem drei Jahre zuvor der Marinechirurg zur Verth dies auf dem Kongress der Deutschen Orthopädischen Gesellschaft in Mannheim vorgeschlagen hatte.
1926 beschrieb Edwards, dass eine Rekonstruktion mit den Sehnen des M. semitendinosus und des M. gracilis möglich sei. Lindemann führte 1950 dann erstmals eine Kreuzbandrekonstruktion mit diesen Sehnen durch.
Kenneth Jones verwendete 1963 als Erster ein distal gestieltes Transplantat des mittleren Drittels der Patellasehne. Dieses präparierte er zusammen mit dem Knochenblock in ganzer Länge aus der Patella. Das Transplantat zog er distal ohne Bohrkanal unter dem Hoffa-Fettkörper hindurch. Auf der proximalen Seite zog er es durch einen Bohrkanal im Bereich der Kreuzbandhöhle hindurch. Die erste Beschreibung eines BTB-Transplantates stammt vermutlich von dem deutschen Arzt Helmut Brückner aus dem Jahr 1966. Die Arbeiten von Jones und Brückner bilden die Grundlagen der heutigen Kreuzbandchirurgie. Im deutschen Sprachraum spricht man daher oft auch von einer Brückner- oder Brückner-Jones-Plastik.